# Avenida Francisco de Aguirre
La avenida Francisco de Aguirre, también conocida como Alameda de La Serena, es una avenida de la ciudad chilena de La Serena, catalogada como la vía principal de ingreso a la misma. Su nombre proviene del capitán español Francisco de Aguirre, quien refundó la ciudad en 1549.

## Historia

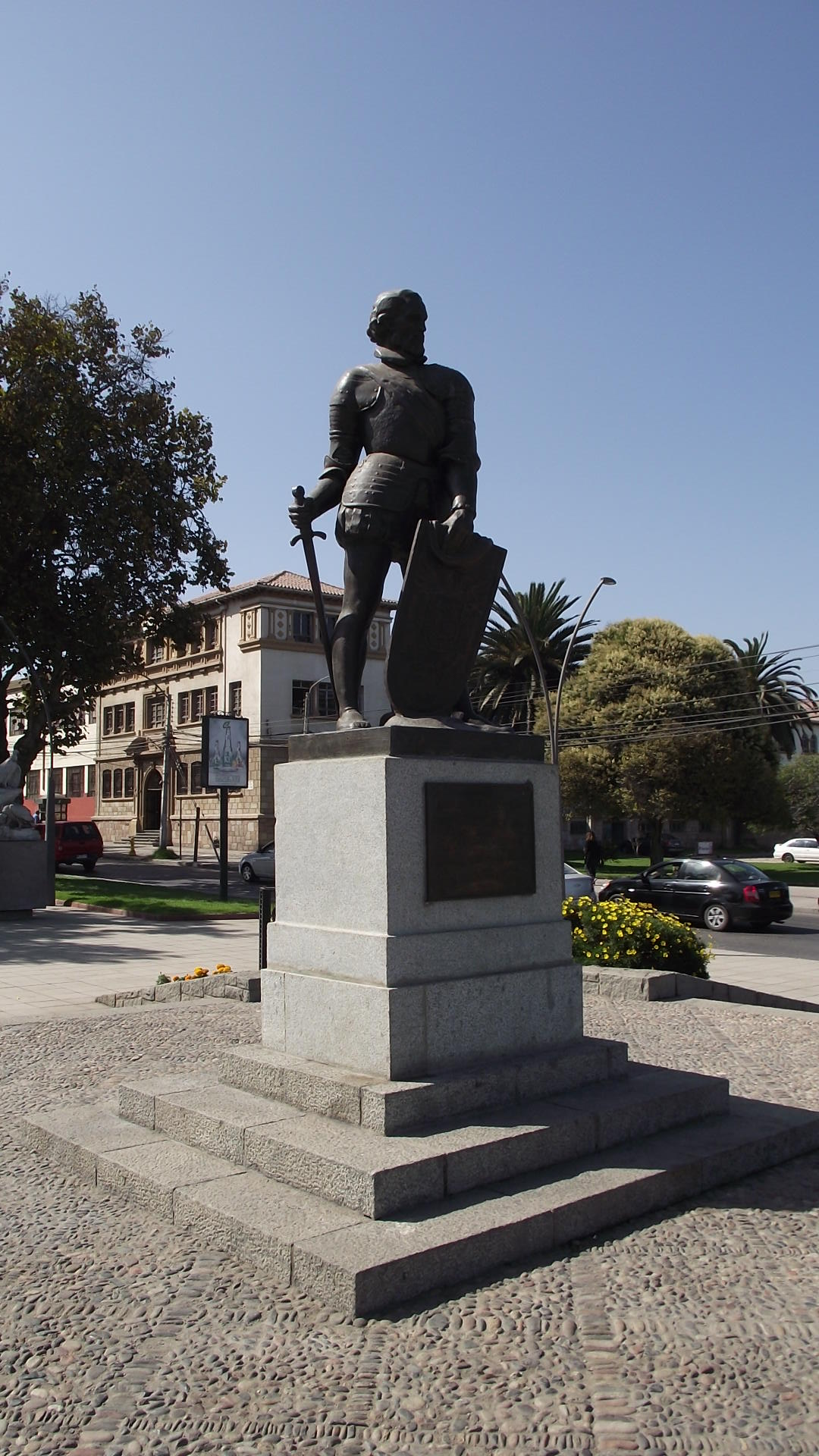
Monumento a Francisco de Aguirre, obra del español Juan Adsuara.

La avenida Francisco de Aguirre se inició como un paseo público que fue construido desde 1855 a partir de la nivelación de la quebrada de San Francisco existente en el sector. En el sector peatonal se plantaron álamos, acacias y plátanos orientales, entre otros. Las dos calles laterales eran utilizadas para el tránsito de los carruajes, tal como ocurre hoy con los vehículos motorizados. Los árboles de la avenida eran regados por dos canales encajonados en piedra caliza que transportaban el agua de la quebrada donde actualmente se ubica el parque Gabriel Coll.
A inicios del siglo XX, como acceso principal al paseo en su sector oriente, se construyó una portada de mármol —elaborada por el escultor Carmelo Faggione— que fue entregada a la ciudad a fines de 1911, con posterioridad la celebración del centenario de la República. En esa misma época se traslada a la avenida la primera fuente de agua con que contó la plaza de Armas, que estuvo ubicada primeramente cerca de la actual ruta 5 Panamericana Arica-La Serena y después en calle Balmaceda. De estos dos monumentos iniciales del paseo que se instalaron a inicios del siglo XX, solo se conserva el portal de mármol frente a la avenida Balmaceda.[cita requerida]
Hasta el Plan Serena esta avenida fue denominada "La Alameda".

### Plan Serena
La remodelación de la avenida Francisco de Aguirre, y su conversión en museo al aire libre, es un proyecto paisajístico del arquitecto Óscar Prager, realizado y construido durante el denominado Plan Serena llevado a cabo entre los años 1948 y 1952, bajo el gobierno del presidente Gabriel González Videla, quien quiso de este modo acercar el arte a todos por igual.
La imagen del parque mantuvo muchos de los árboles originales junto con construir un sendero central de gravilla blanca y manchones de pasto delimitados por solerillas, se ocultaron los canales y se agregaron algunos bancos de piedra para sentarse y dispusieron gradualmente las esculturas, réplicas de esculturas famosas que provienen de los talleres de Génova, Italia. Actualmente suman 34, la mayoría esculpidas en mármol de Carrara. Las obras fueron donadas a la ciudad bajo el gobierno de González Videla; además, existen otras esculturas originales hechas con otros materiales, como piedra rosada. Dado que la mayoría de las esculturas corresponden a desnudos y la mayoría exhibe su trasero hacia los automovilistas de ambas calzadas de la avenida, la vía comenzó a ser denominada coloquialmente como "Avenida Los Potitos".
La estatua del conquistador Francisco de Aguirre fue regalada por el Gobierno español durante la presidencia de González Videla. Obra del escultor Juan Adsuara, fue inaugurada en 1952 en el parque Pedro de Valdivia y solo más tarde ocupó su lugar en la avenida que lleva su nombre.

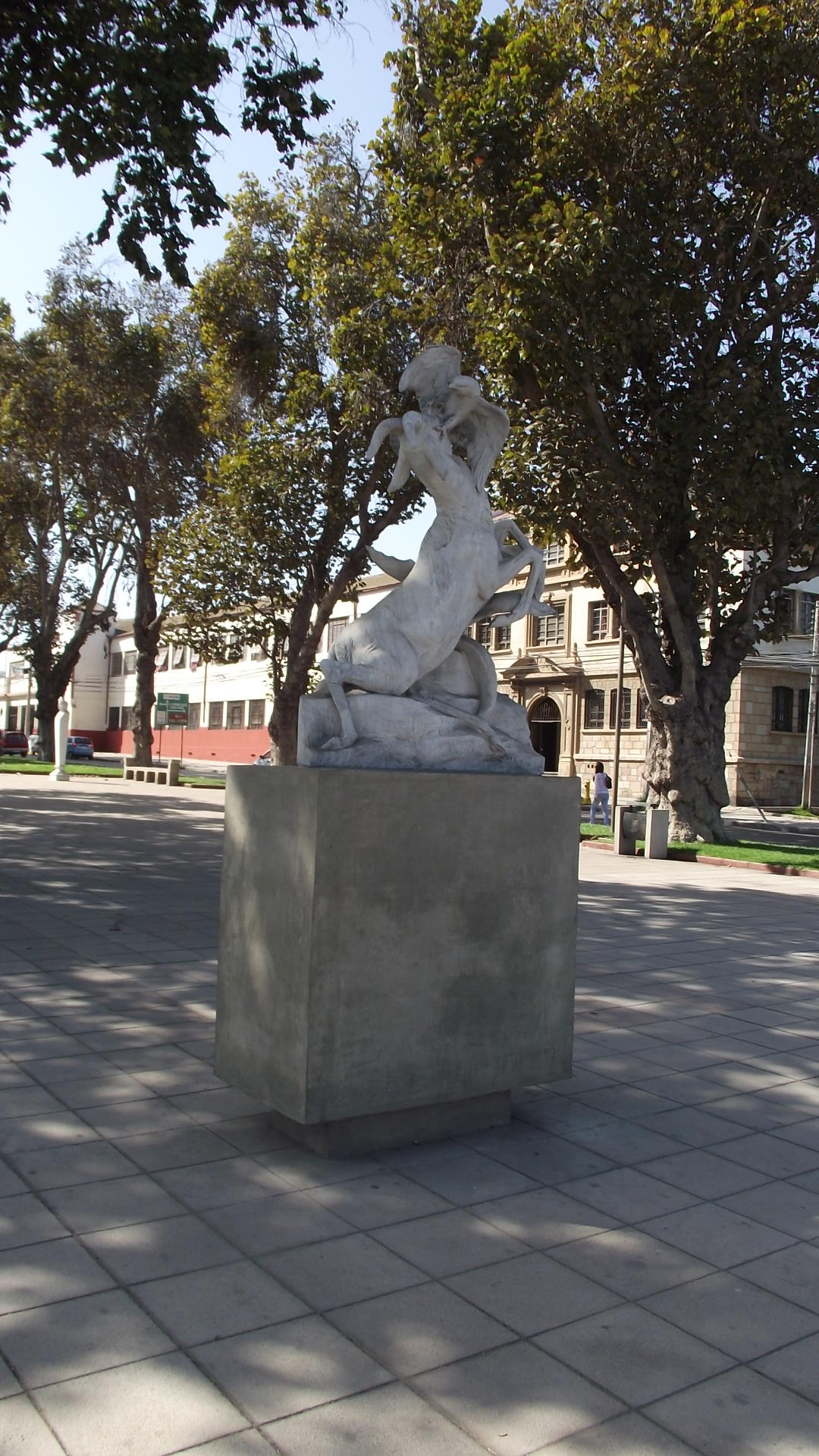
Águila y macho cabrío.
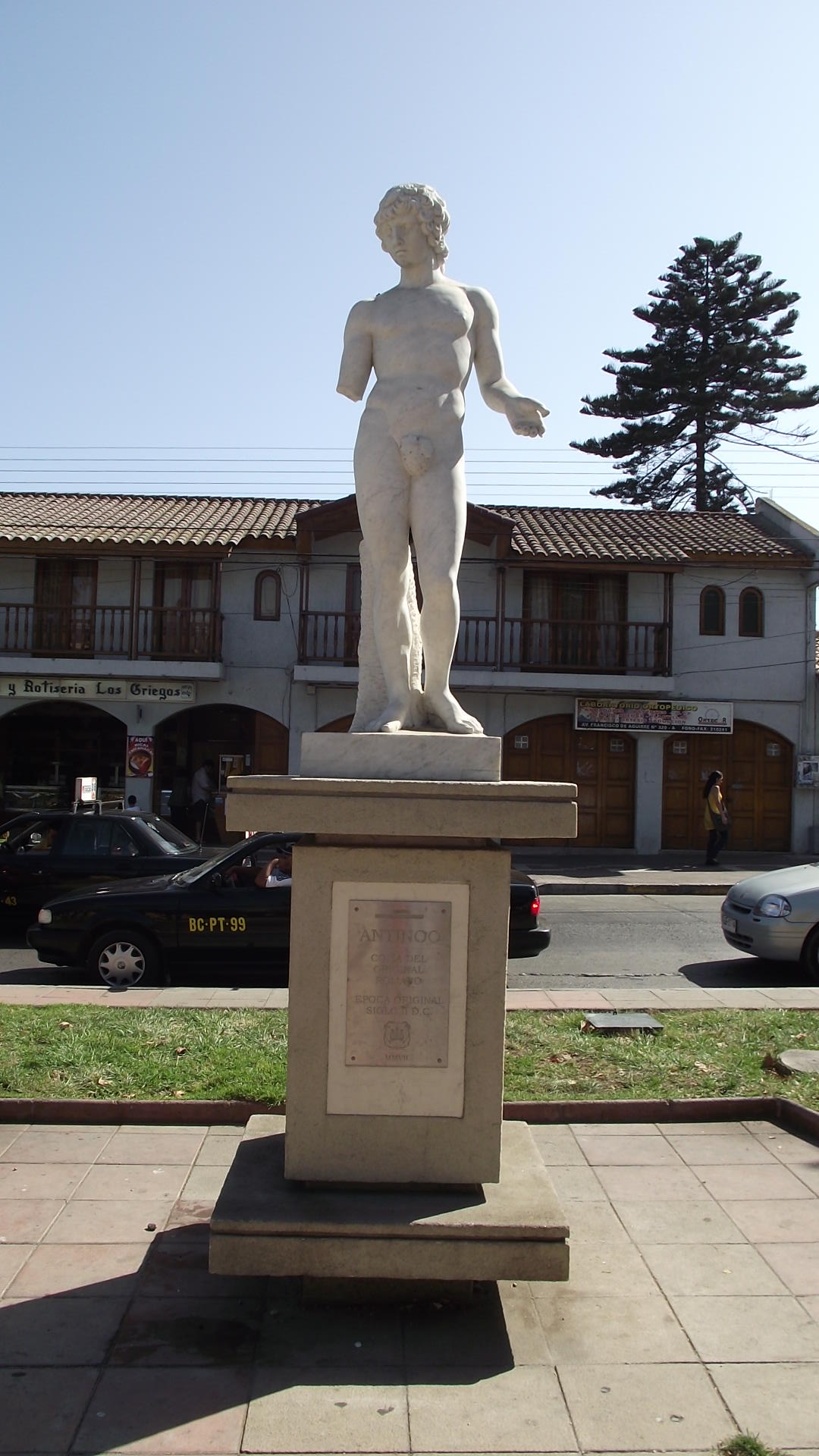
Antinoo.
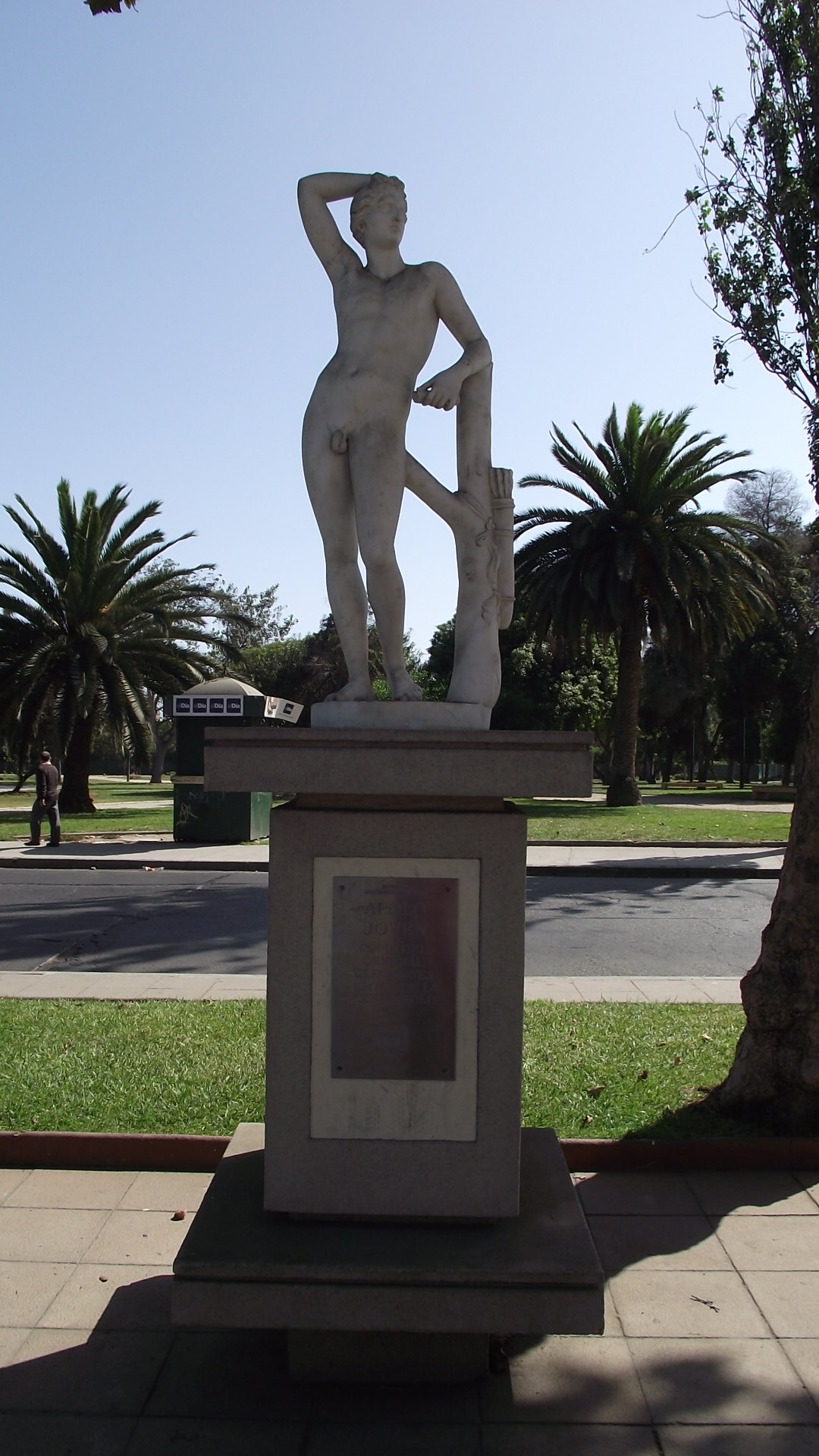
Apolo joven.
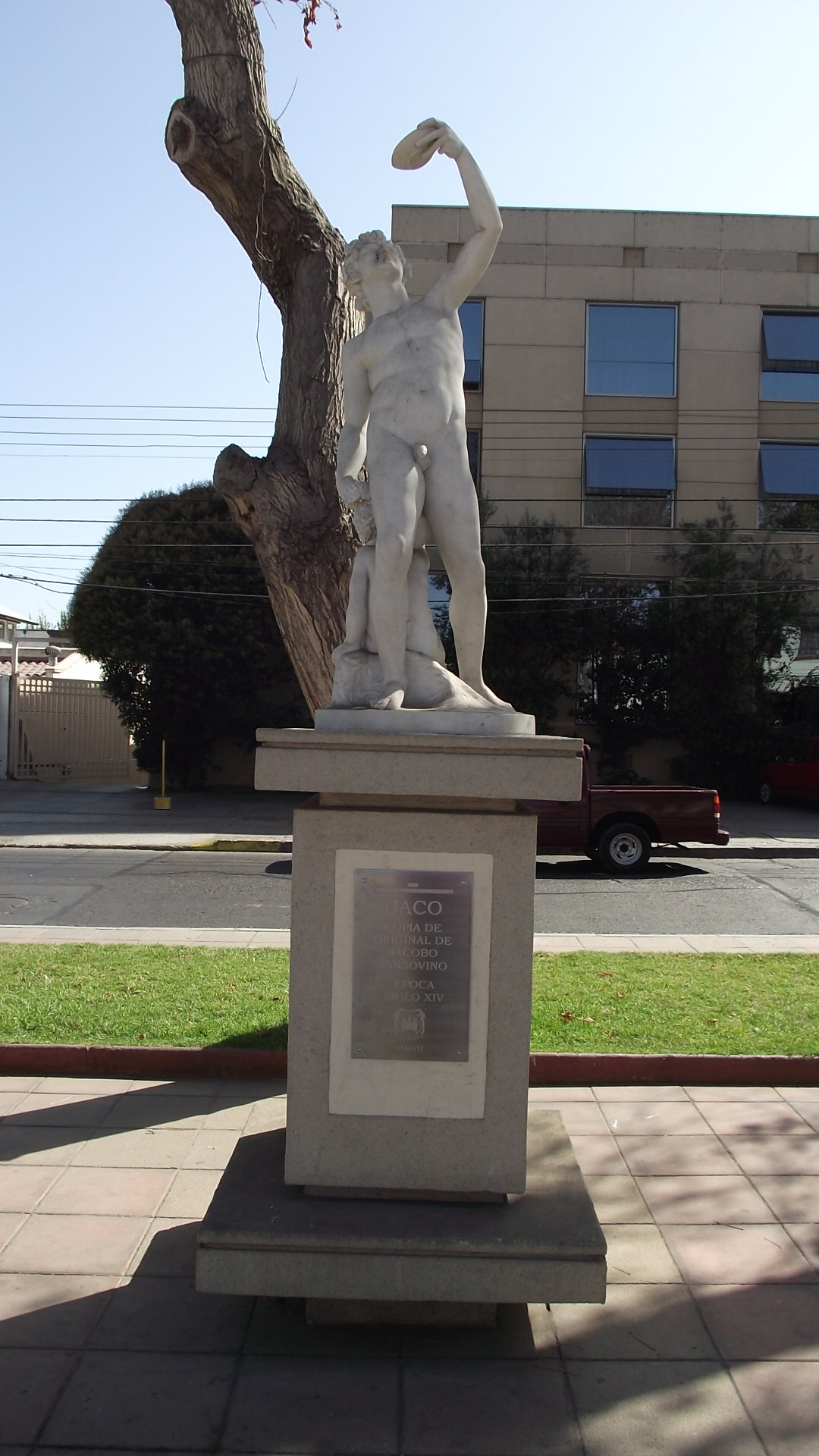
Baco.
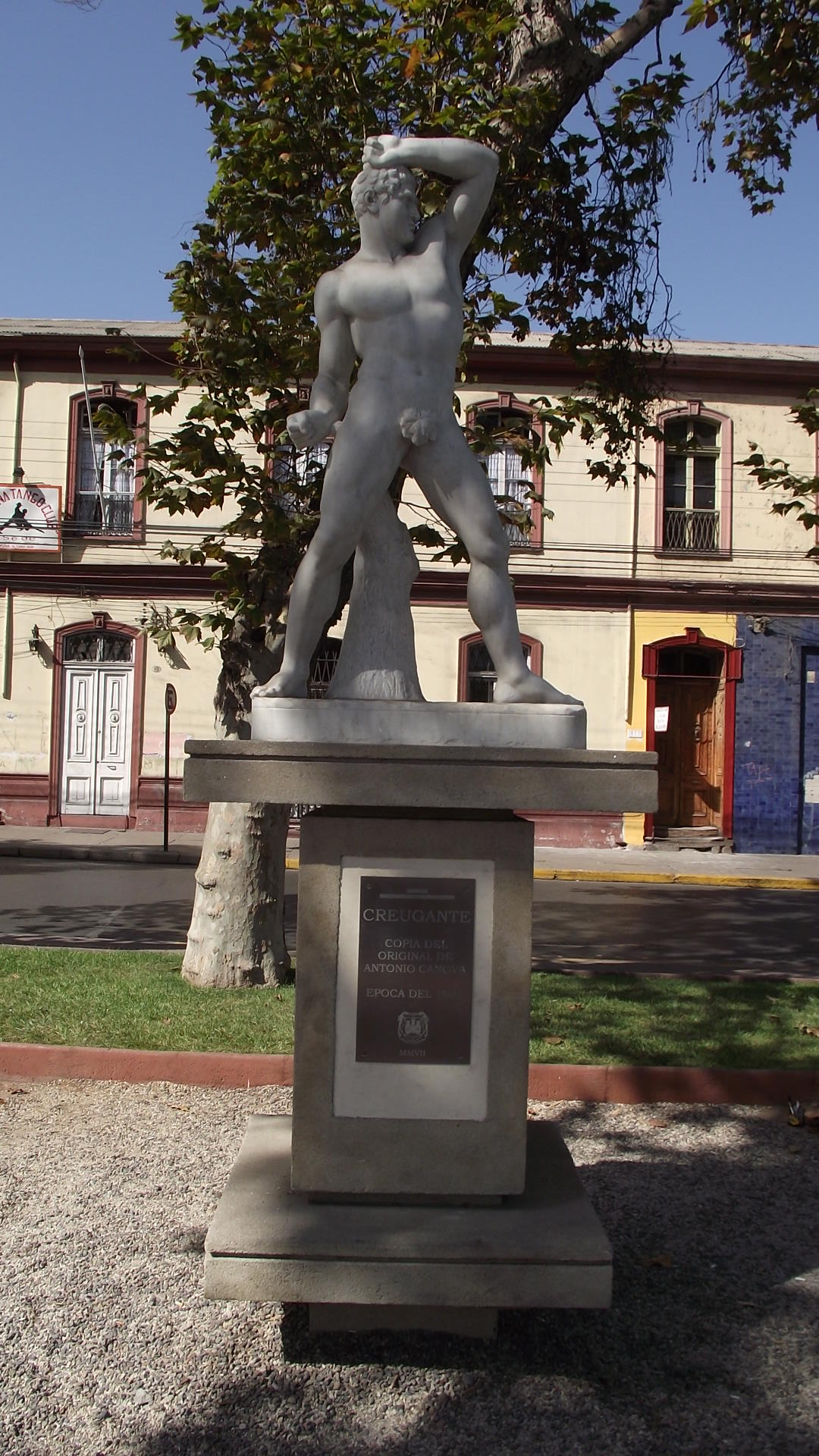
Creugante (copia), del italiano Antonio Canova.
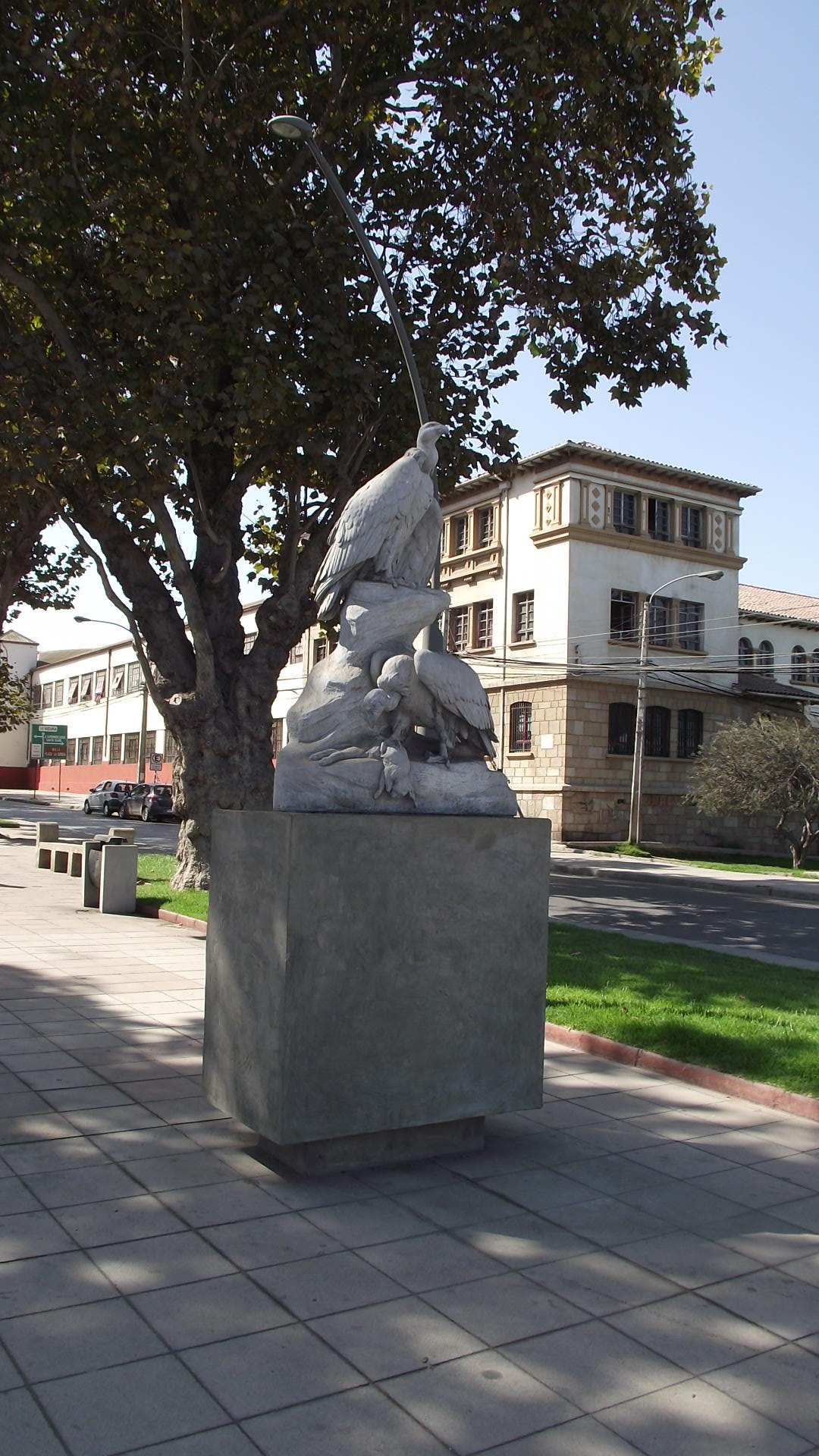
Cóndores.
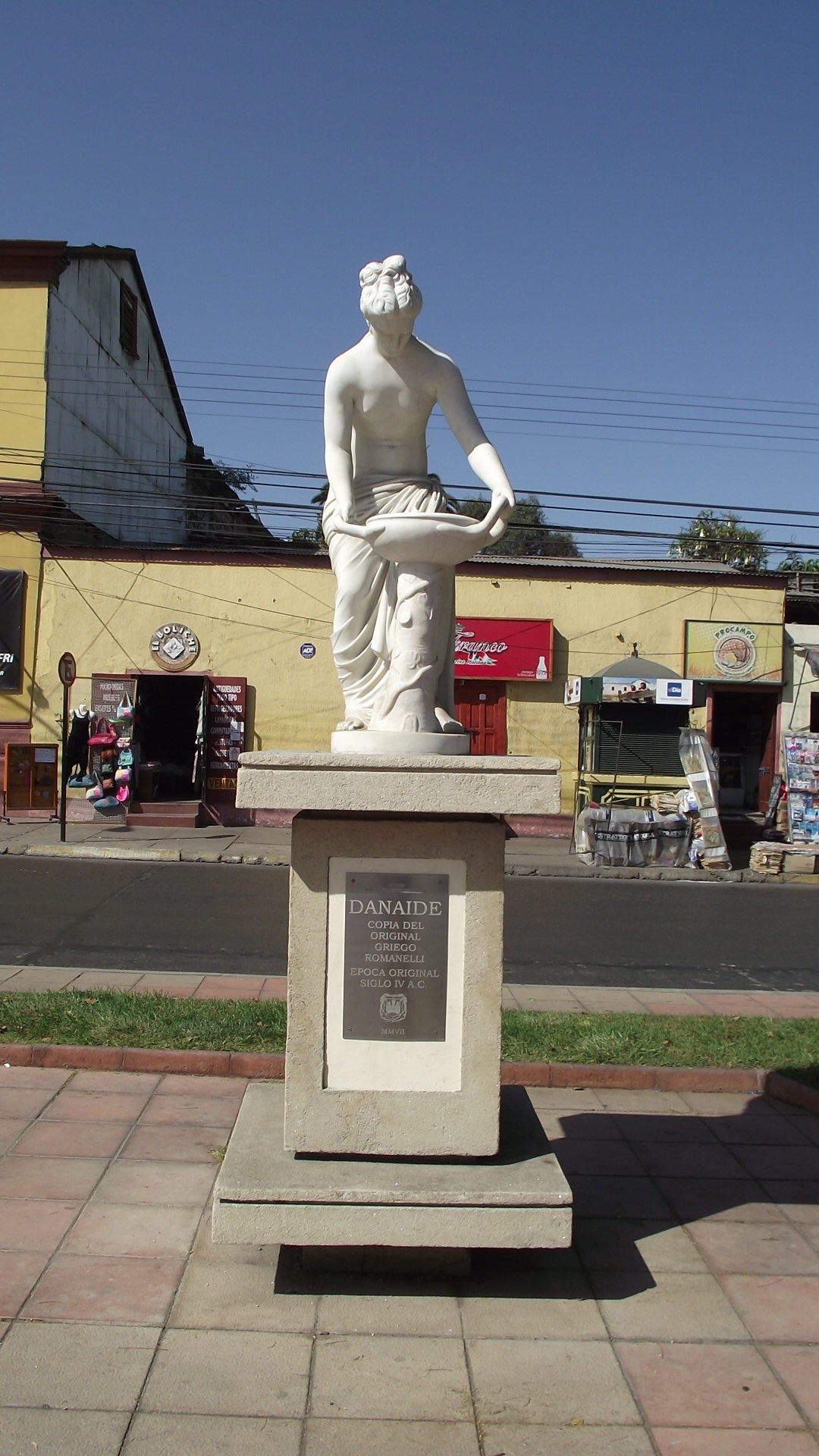
Danaide.
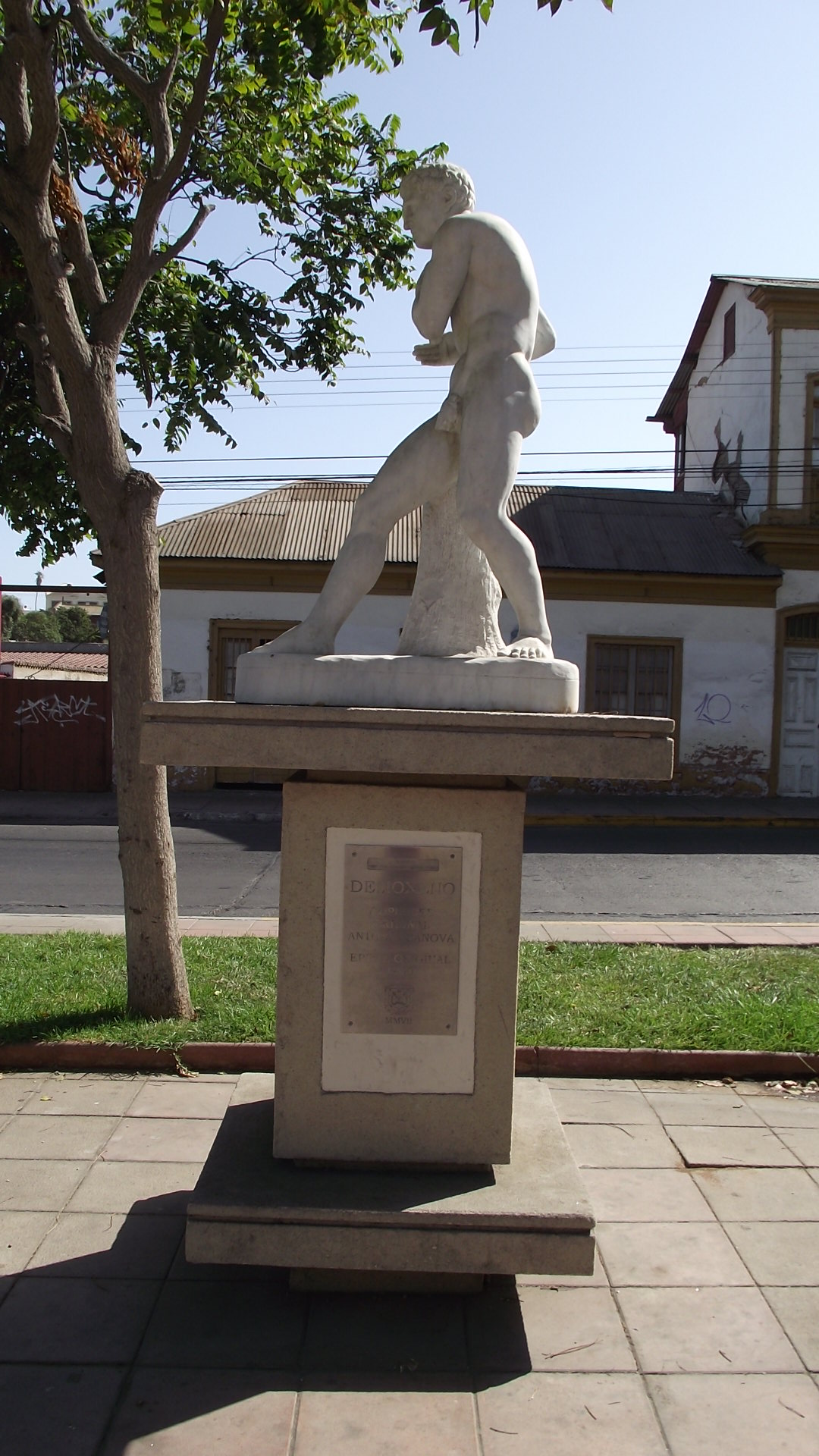
Demoxeno.
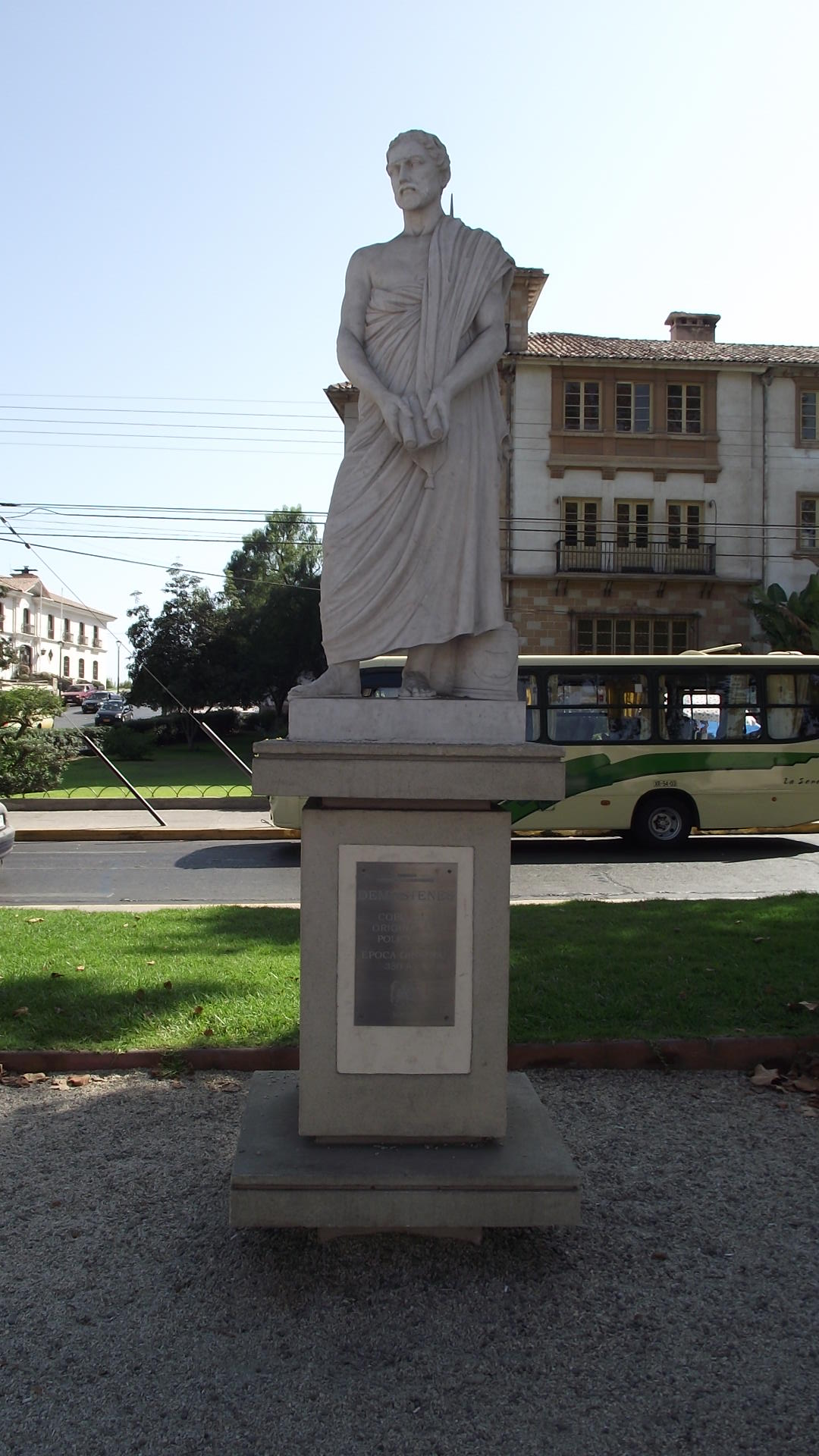
Demóstenes.
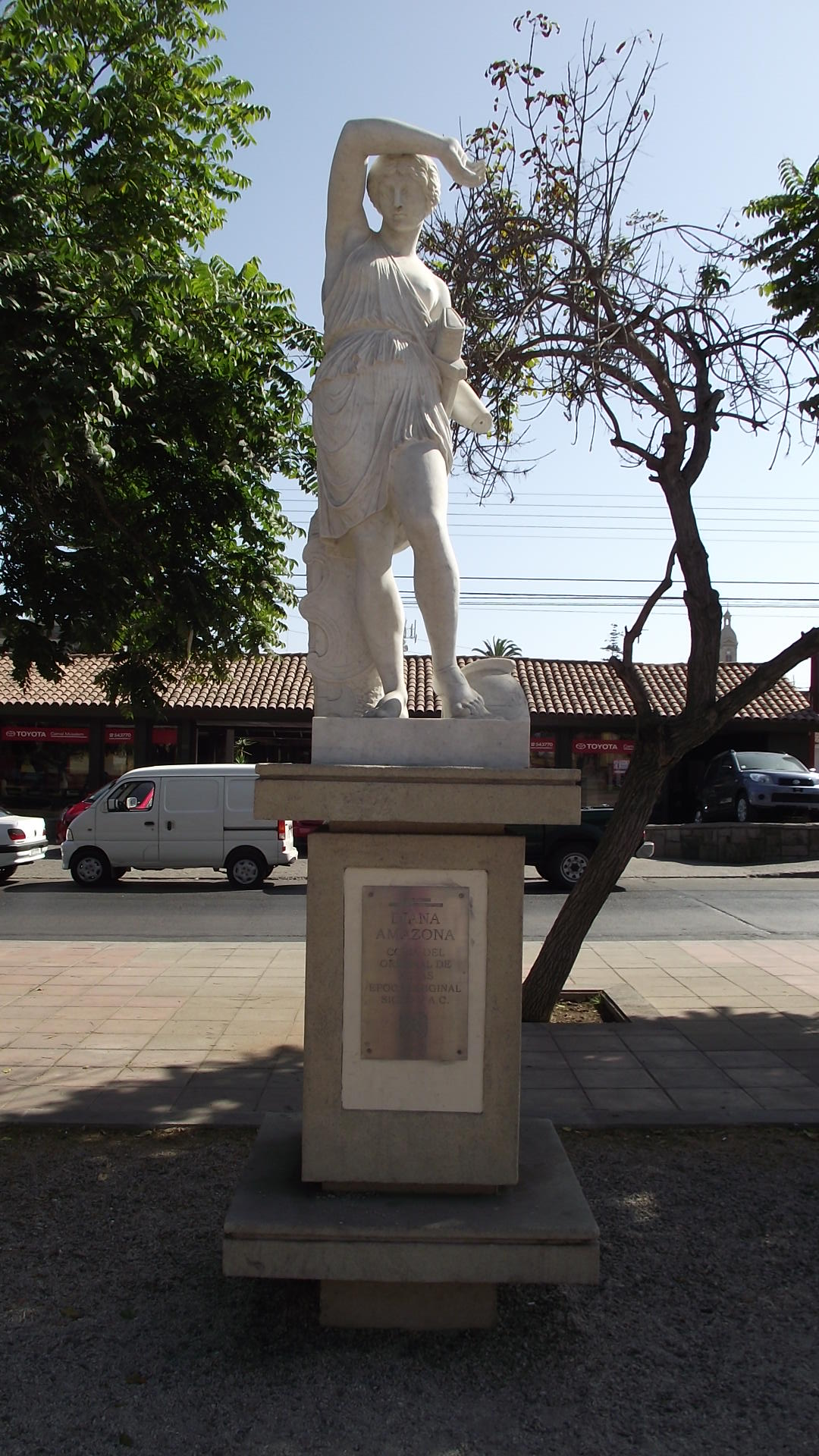
Diana Amazona.
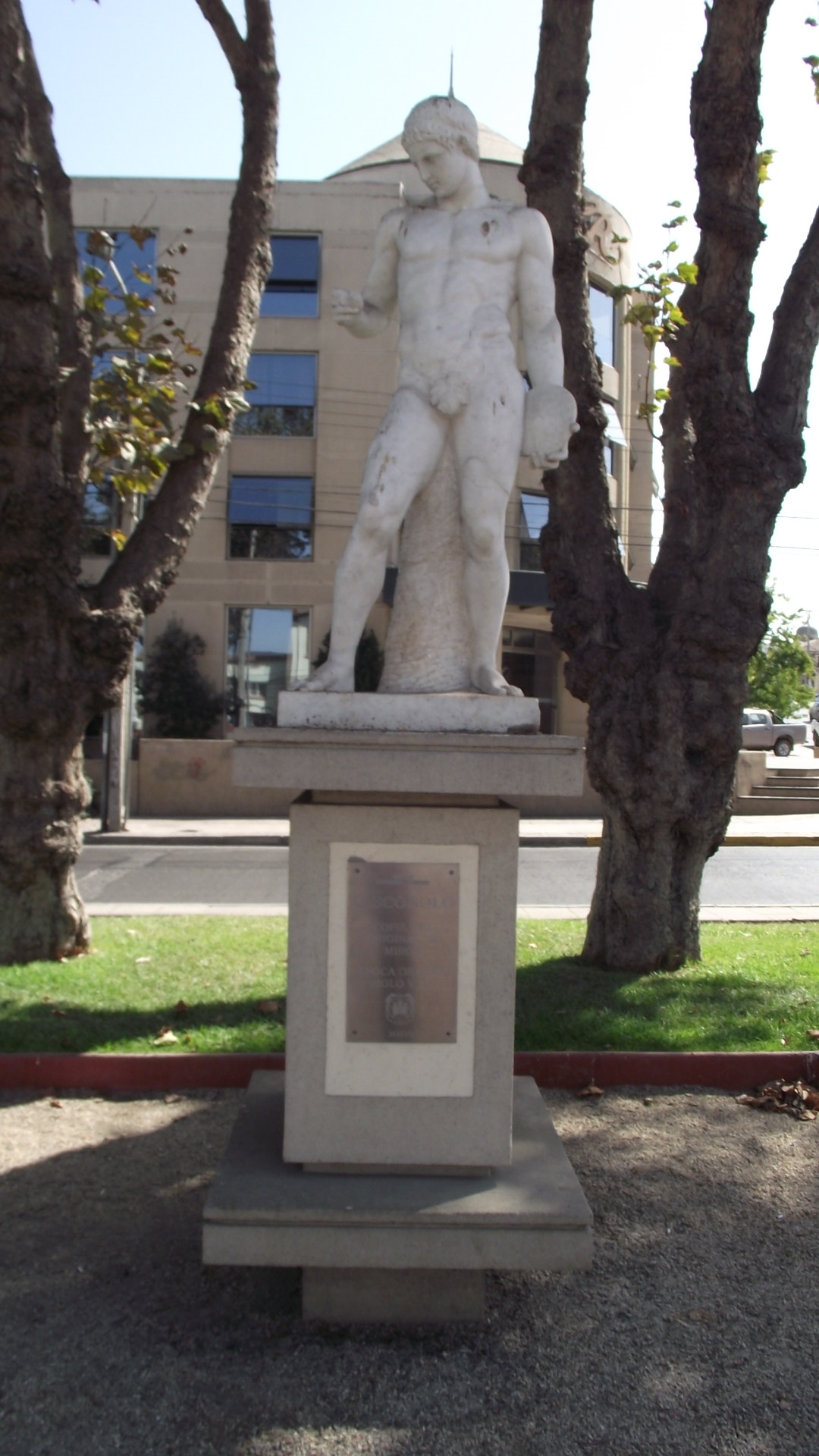
Discóbolo.
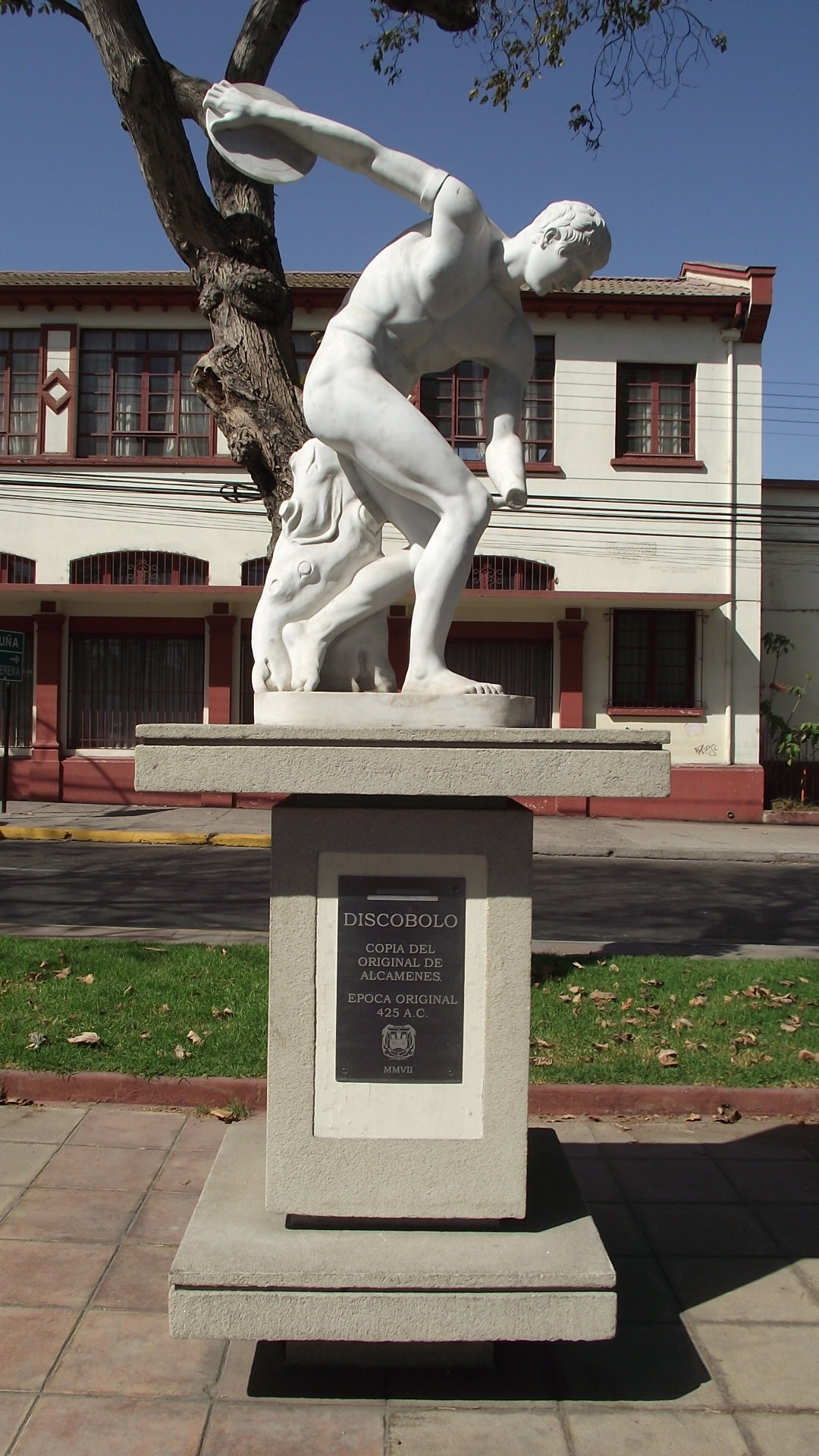
Discóbolo.
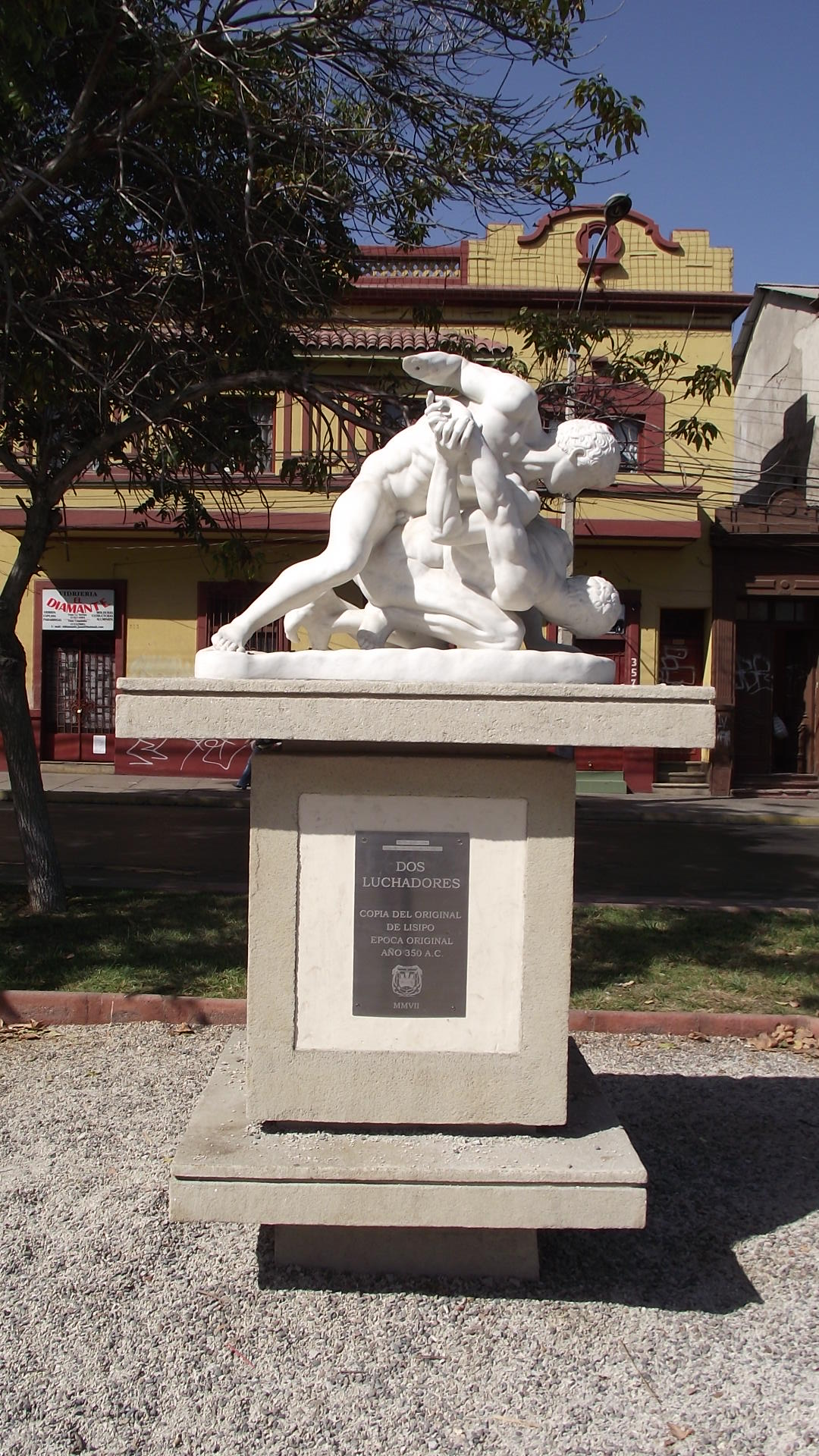
Dos Luchadores.
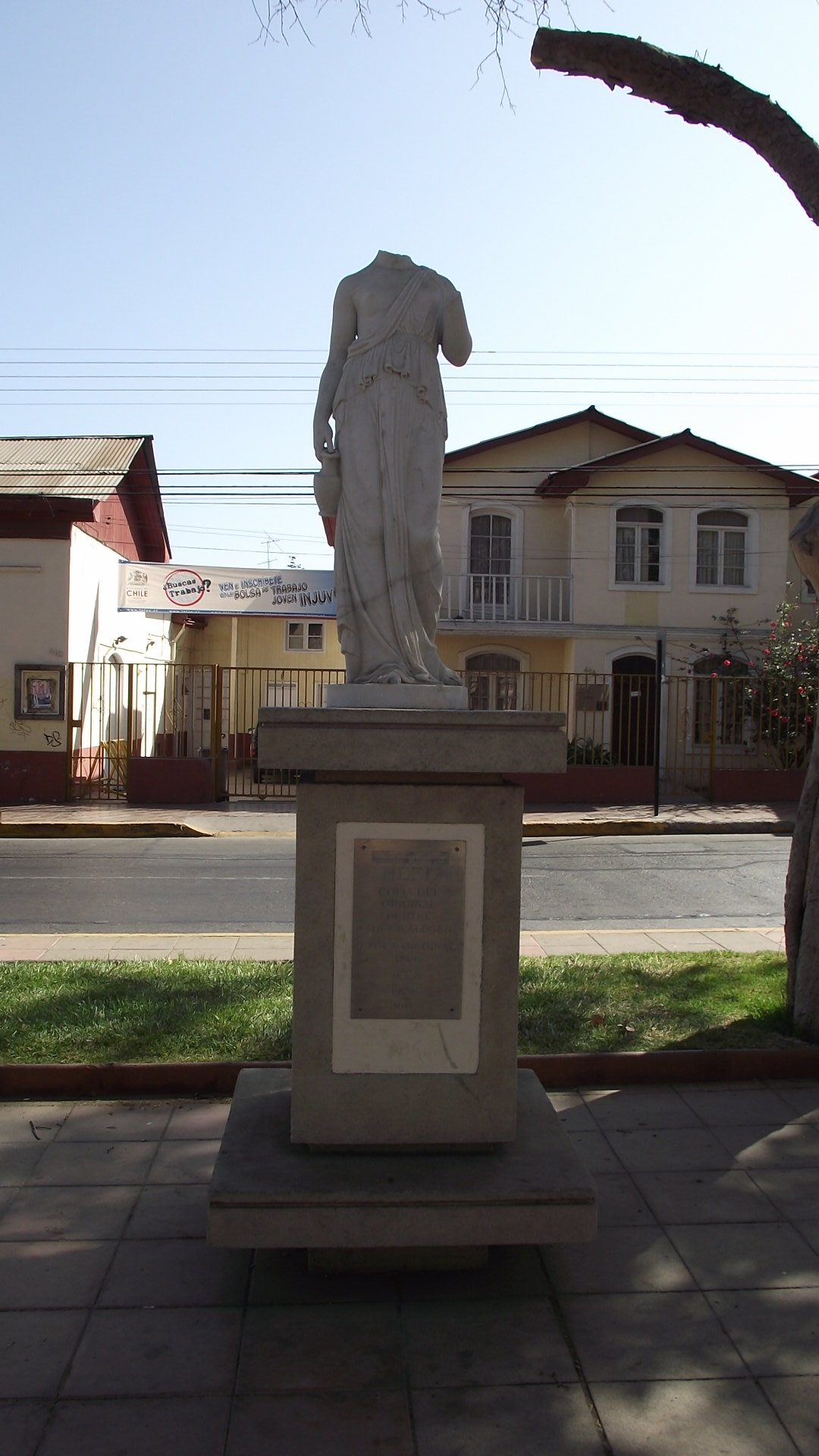
Hebe.
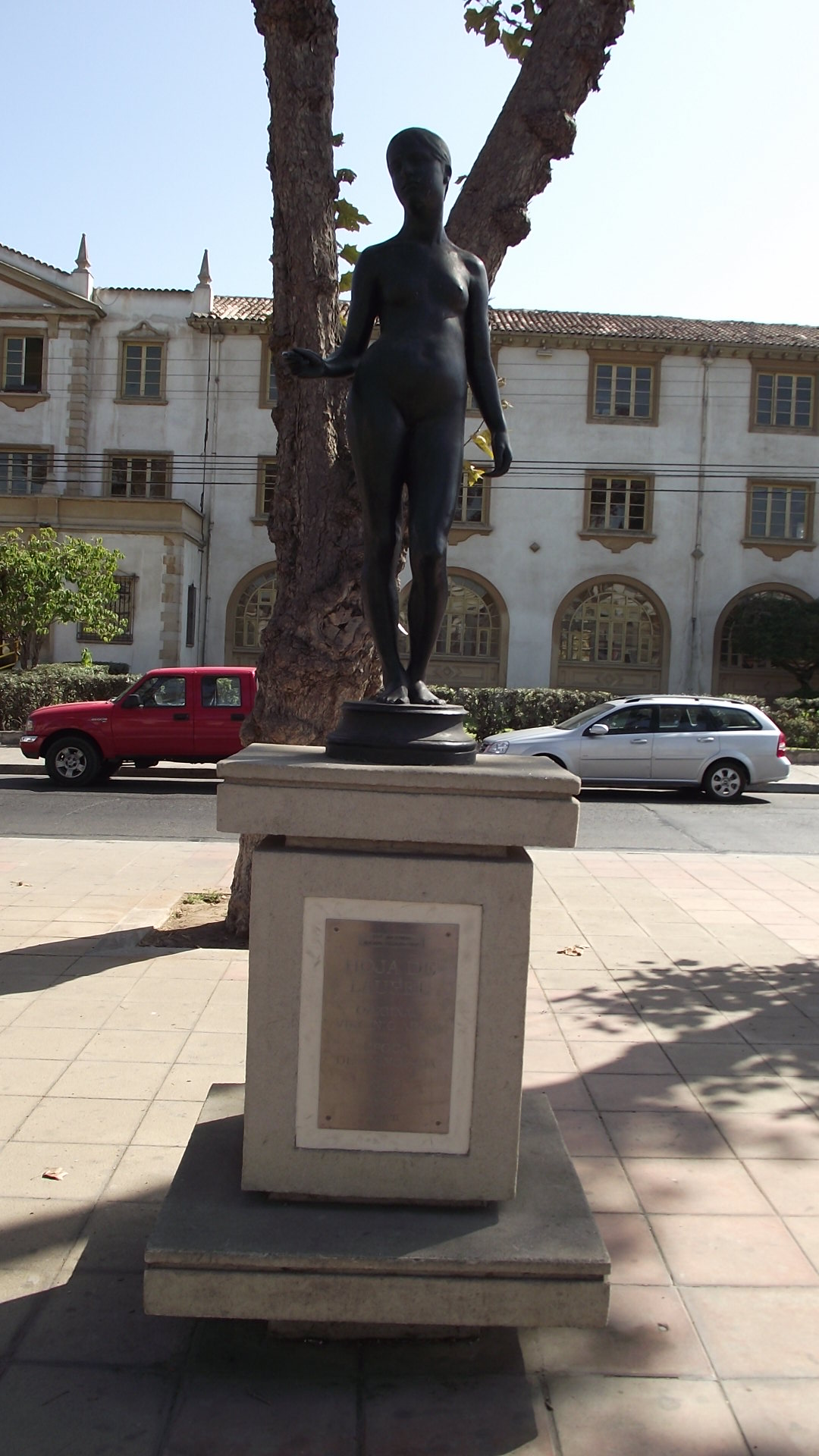
Hoja de laurel, del chileno Virginio Arias.
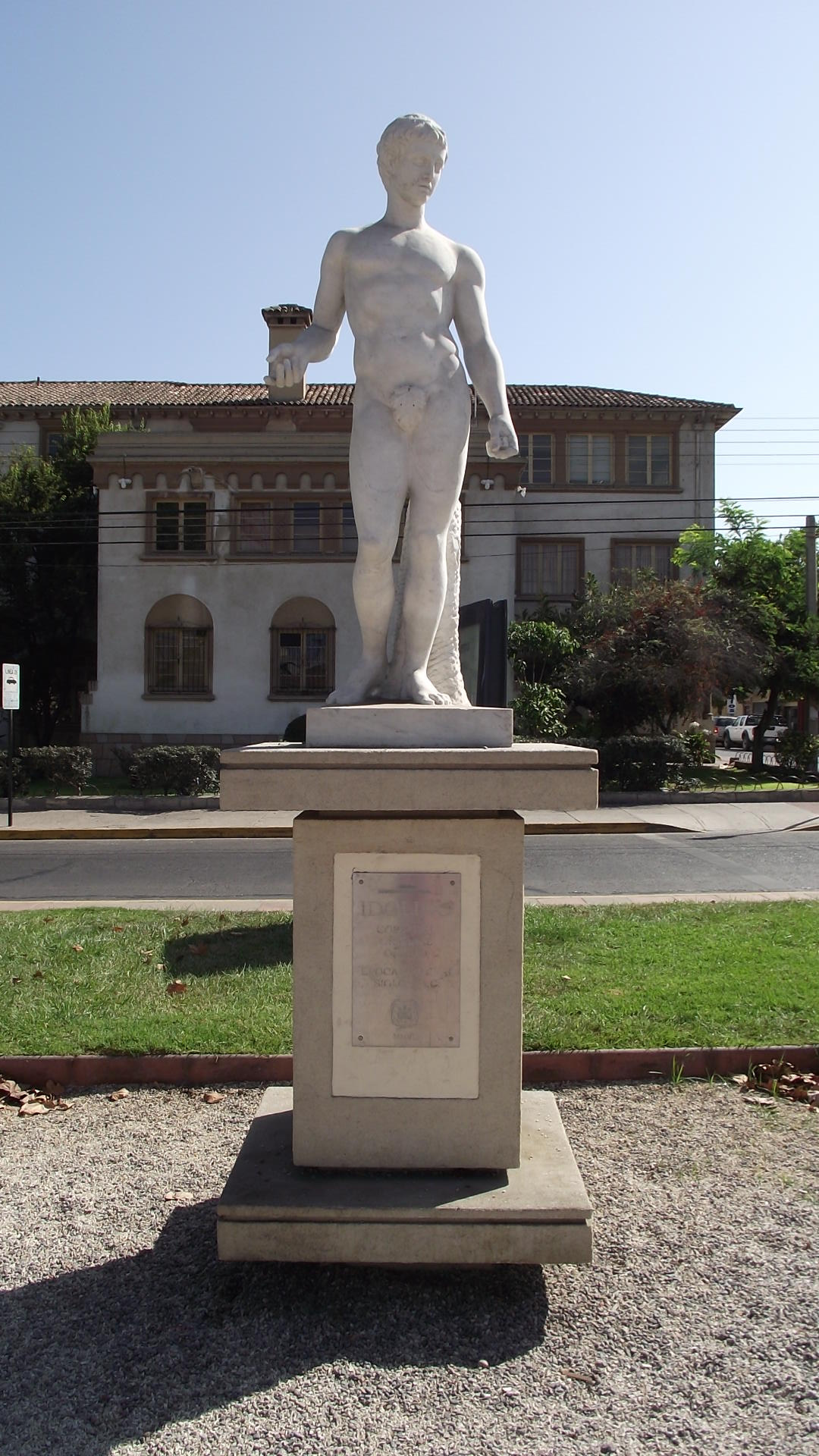
Idolino.
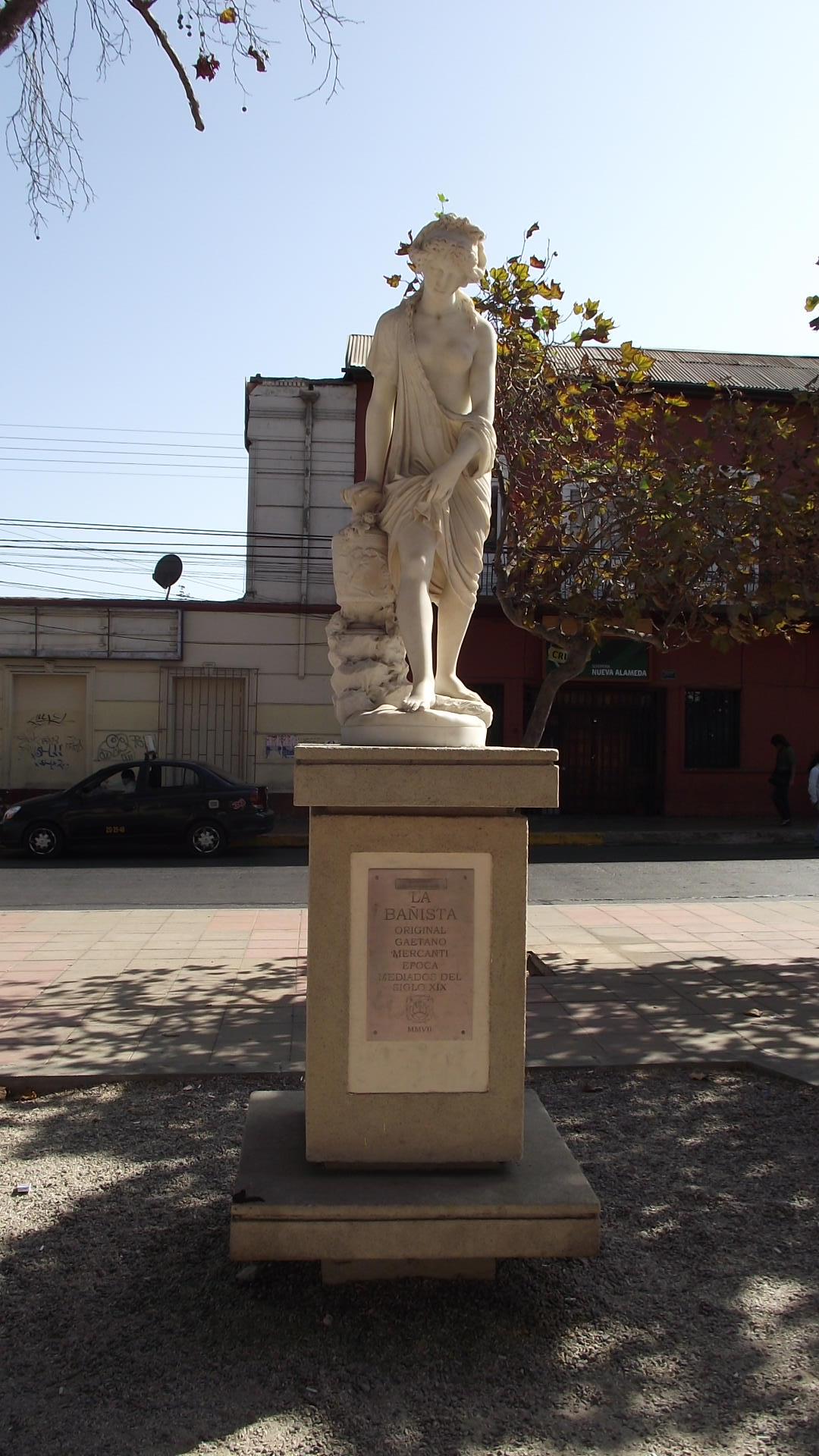
La bañista, del italiano Gaetano Mercanti.
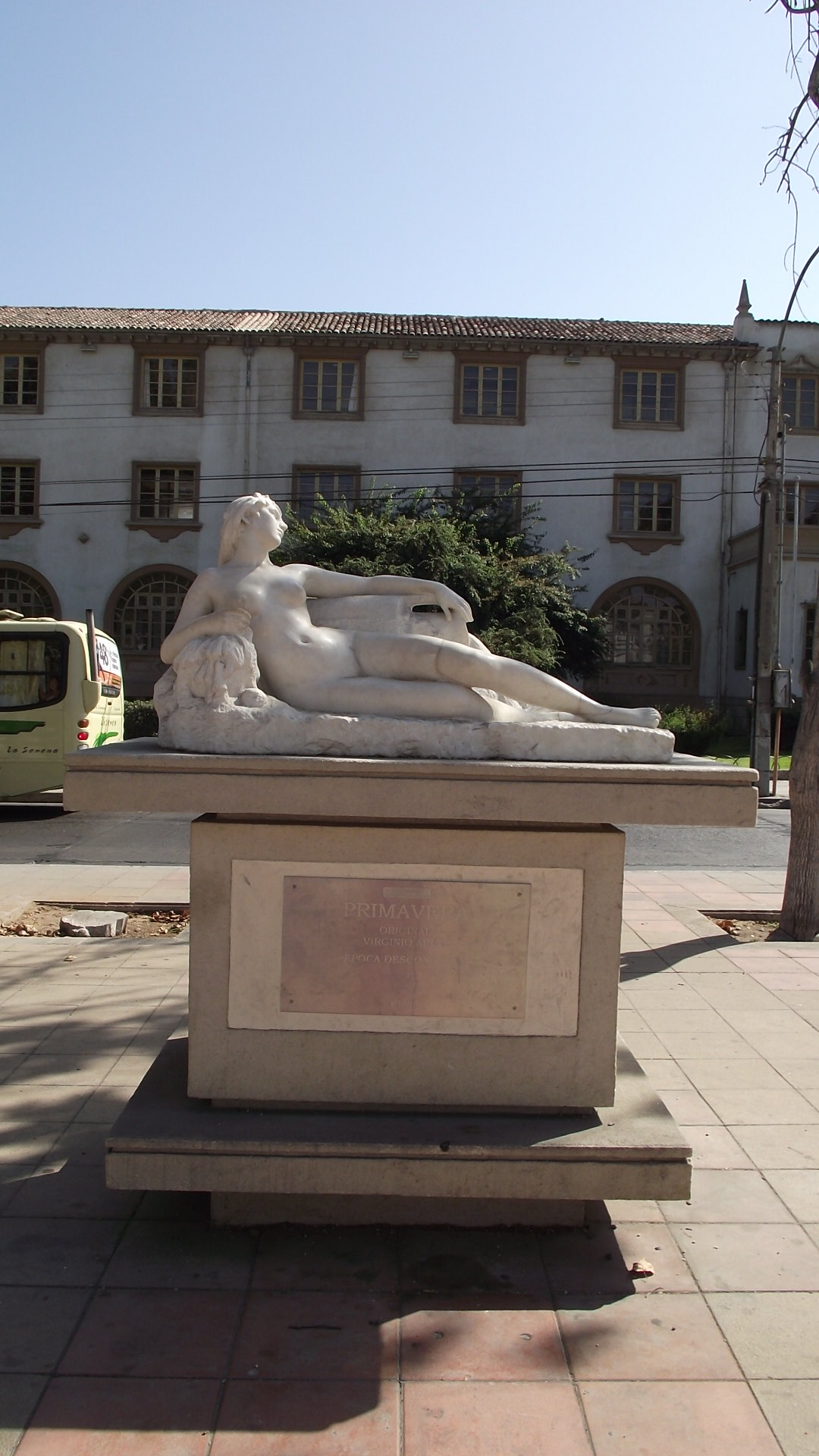
La primavera, del chileno Virginio Arias.
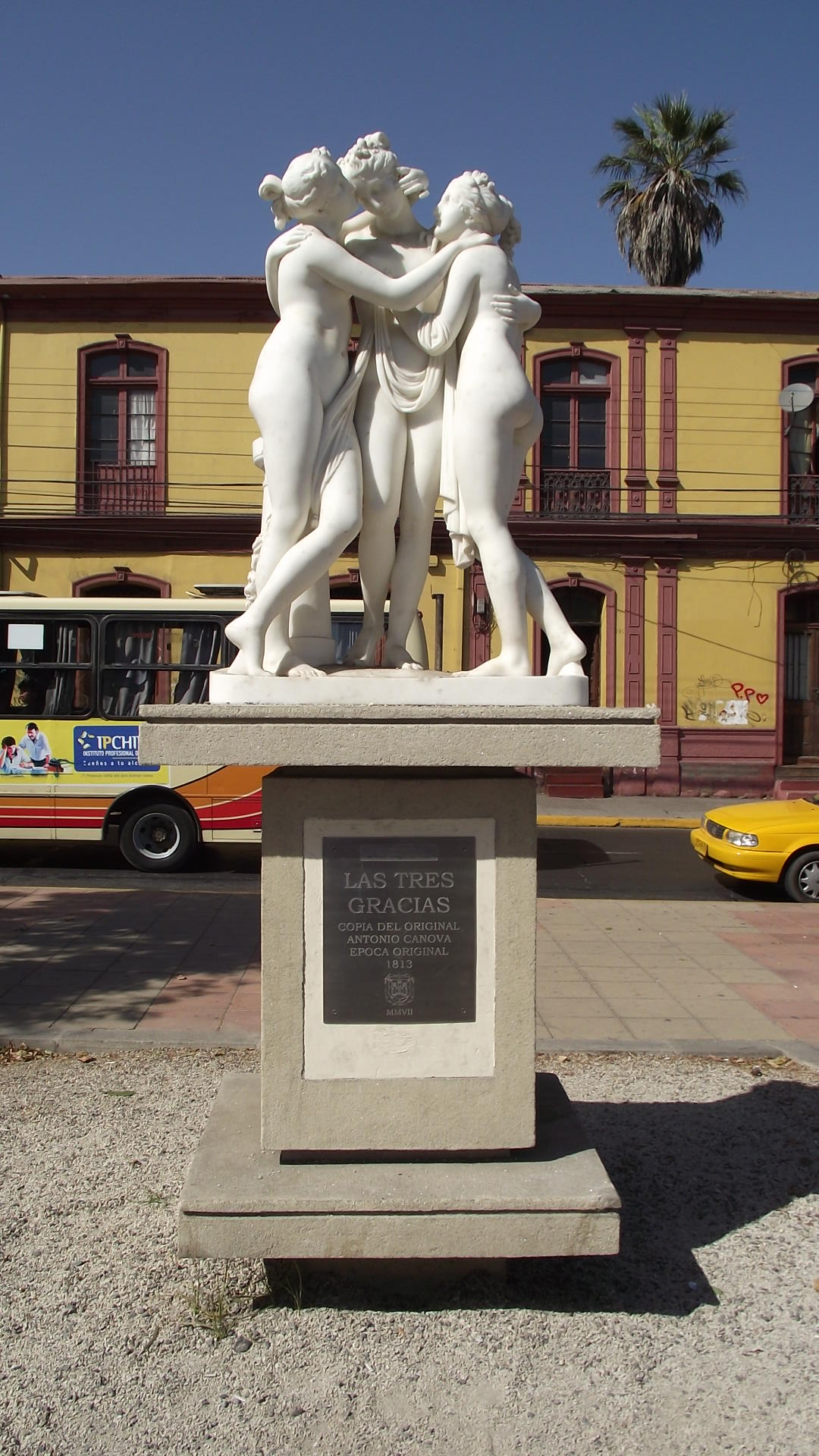
Las tres Gracias (copia), del italiano Antonio Canova.
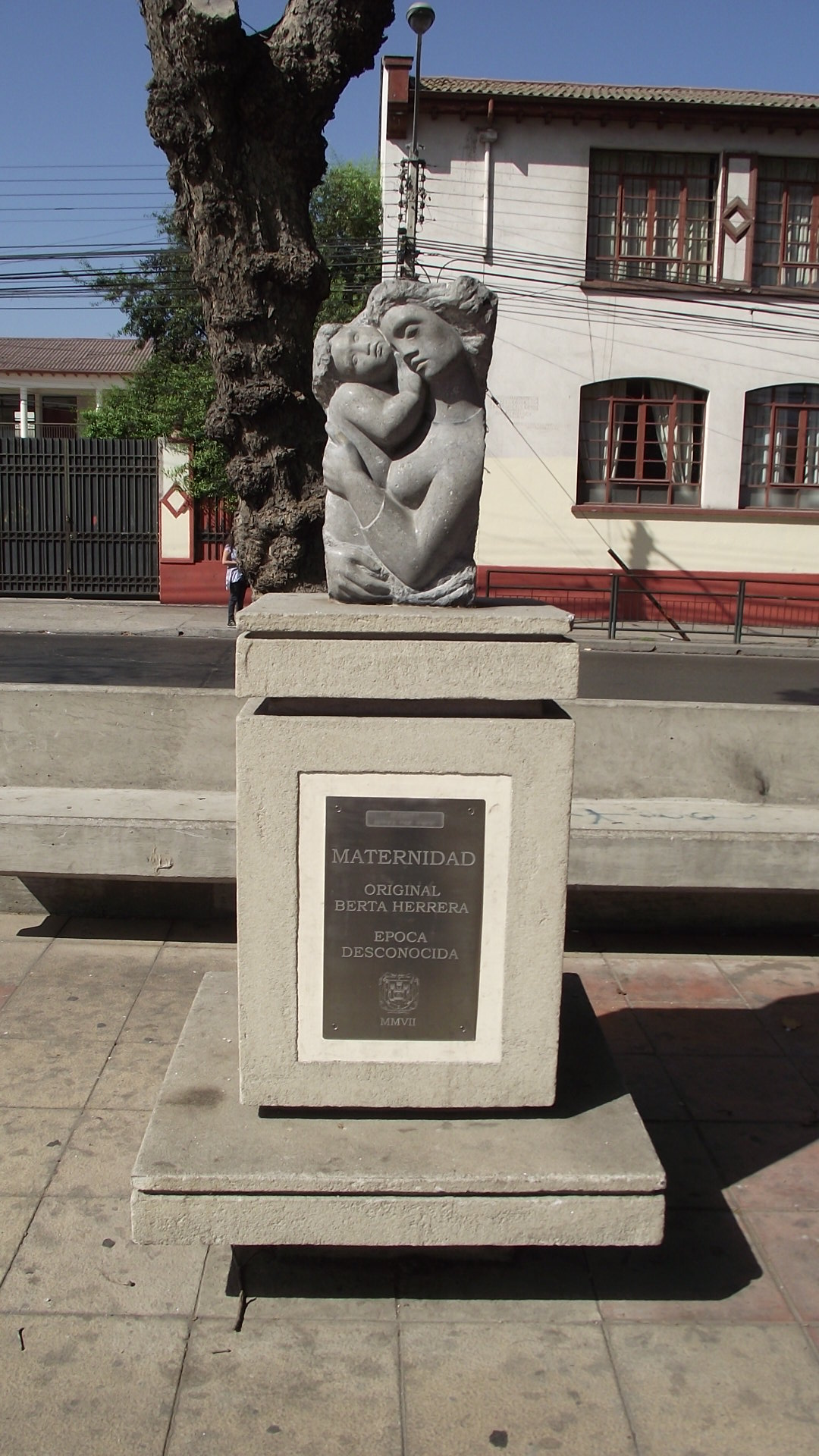
Maternidad, de la chilena Berta Herrera.
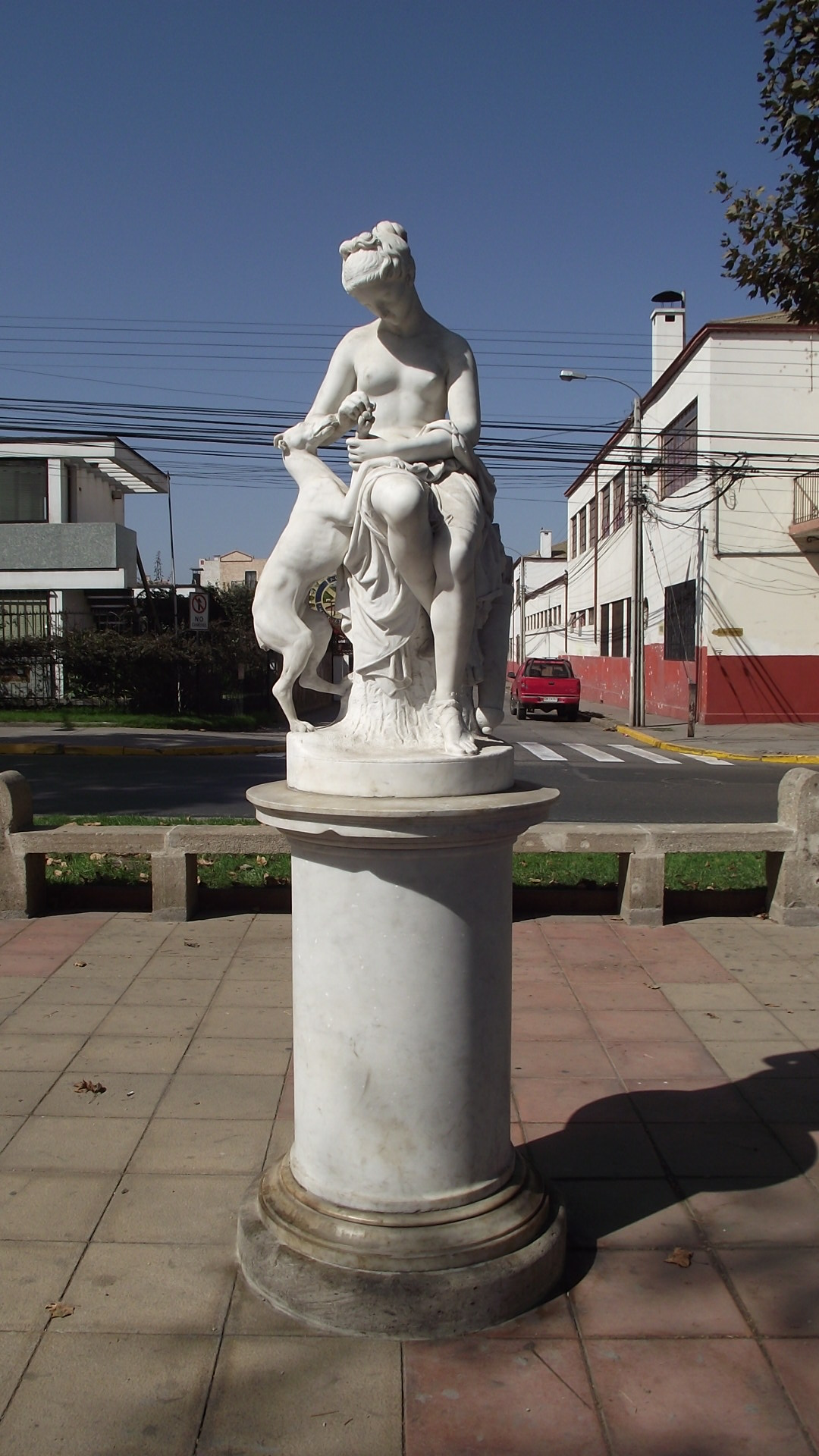
Minerva.
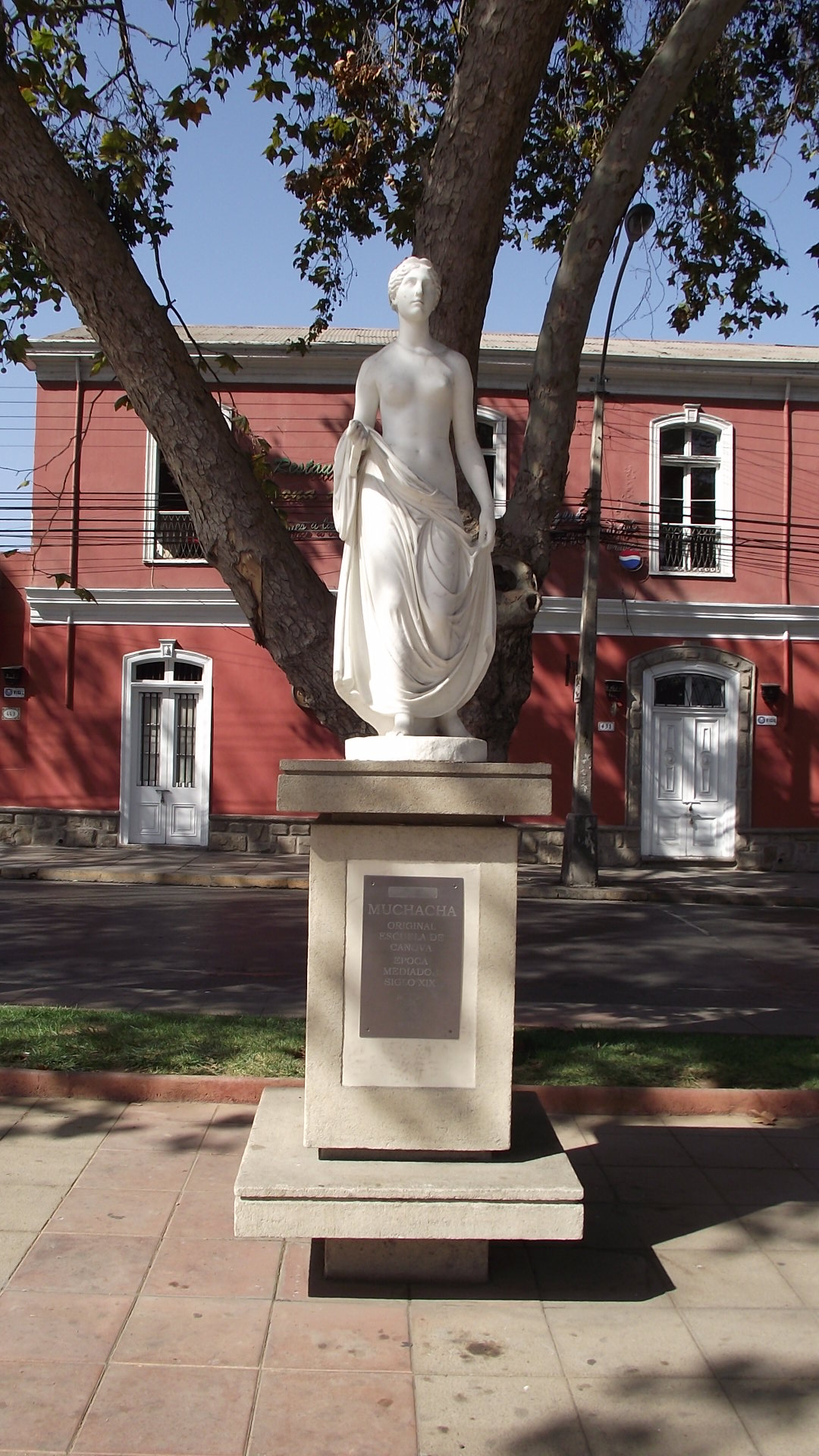
Muchacha.
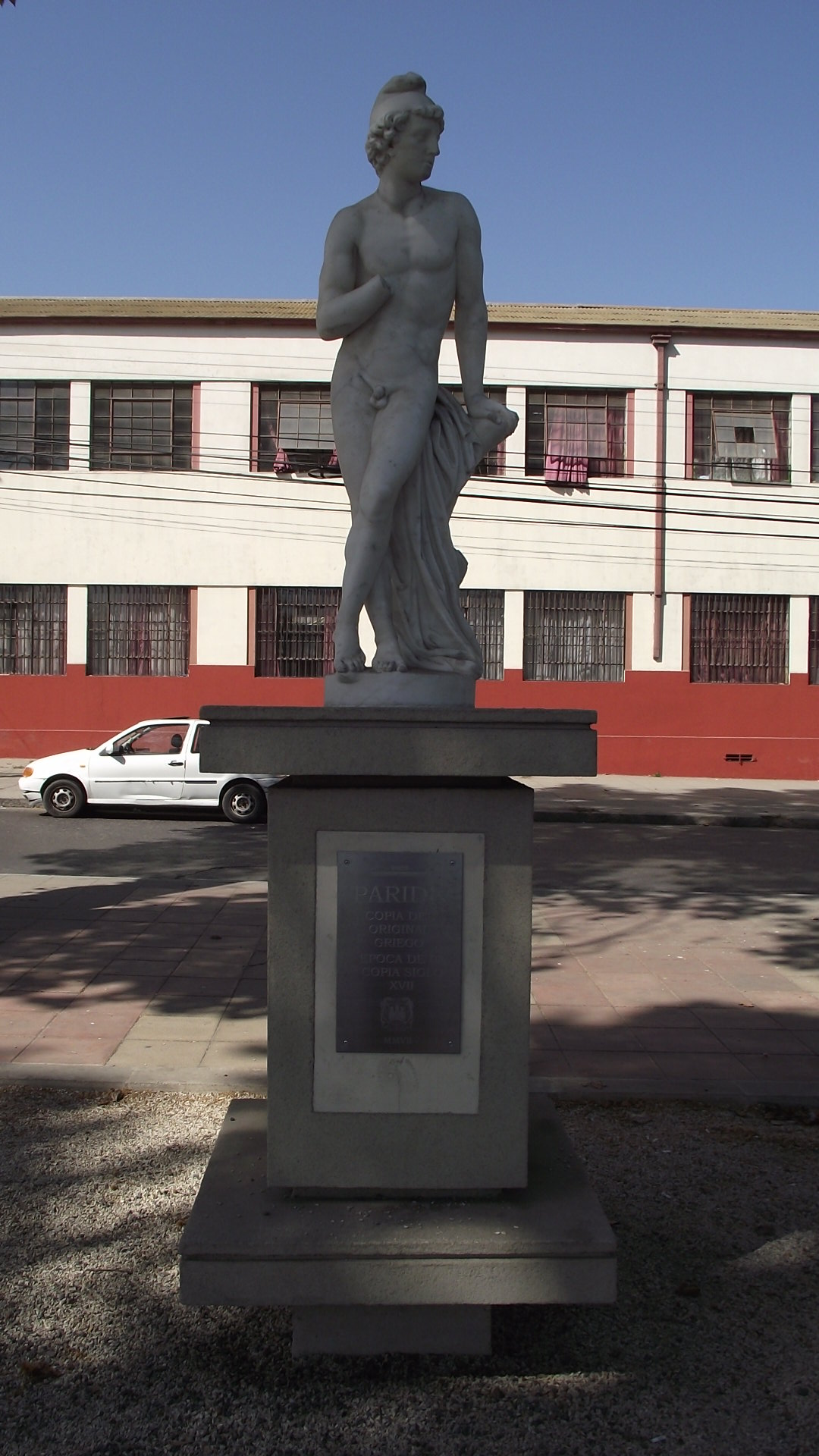
Paride.
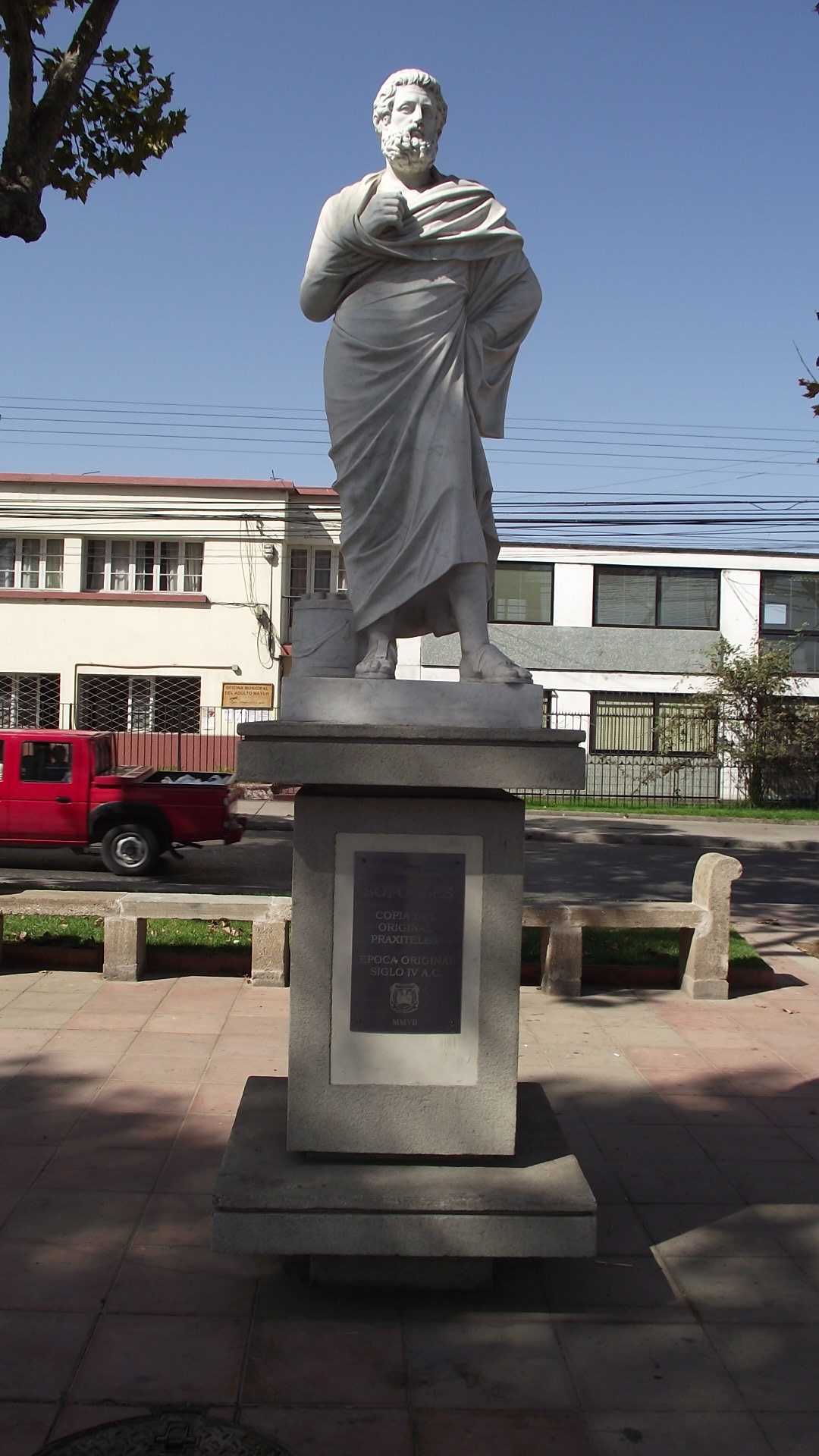
Sófocles.
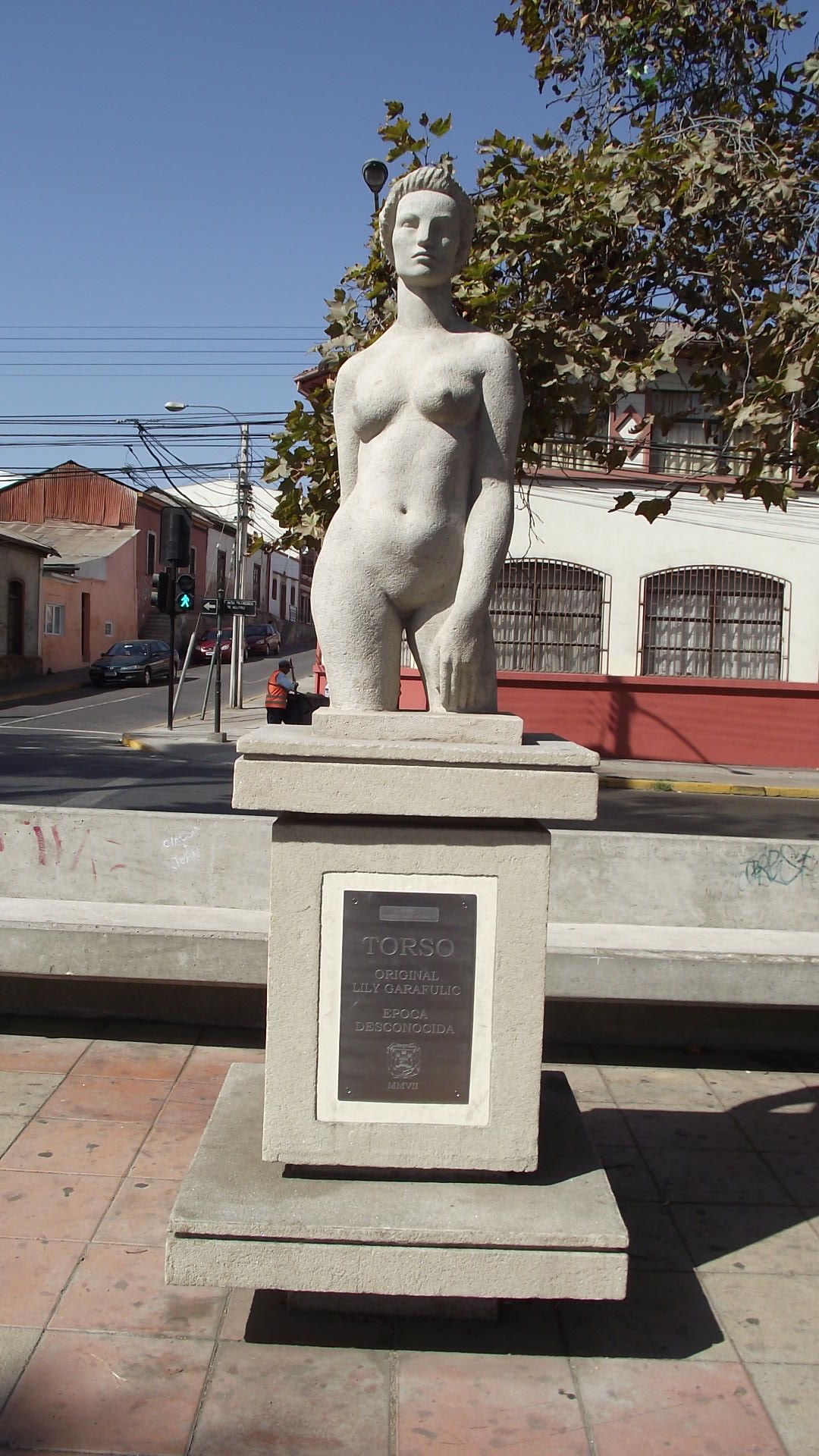
Torso, de la chilena Lily Garafulic.
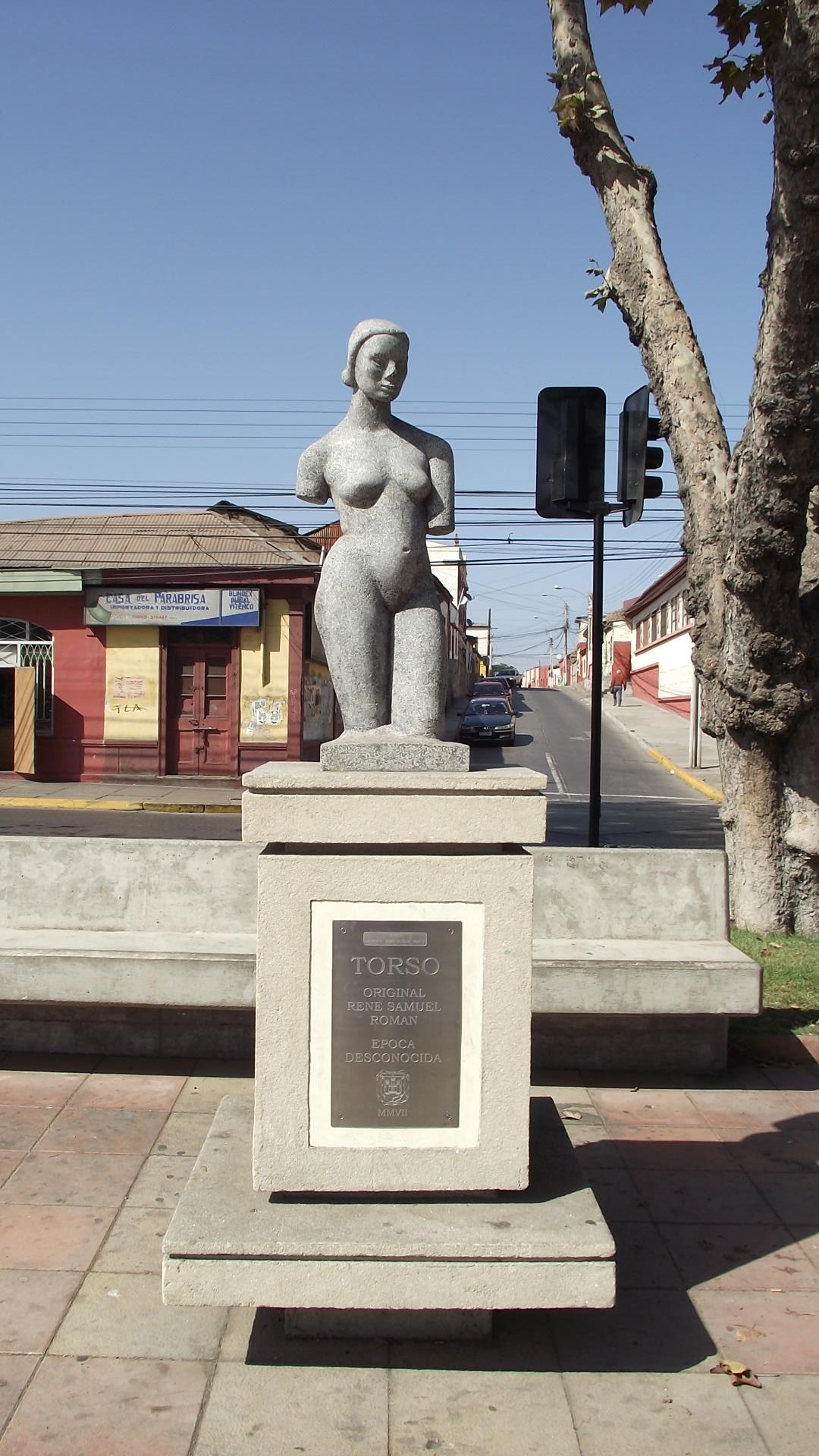
Torso, del chileno Samuel Román.
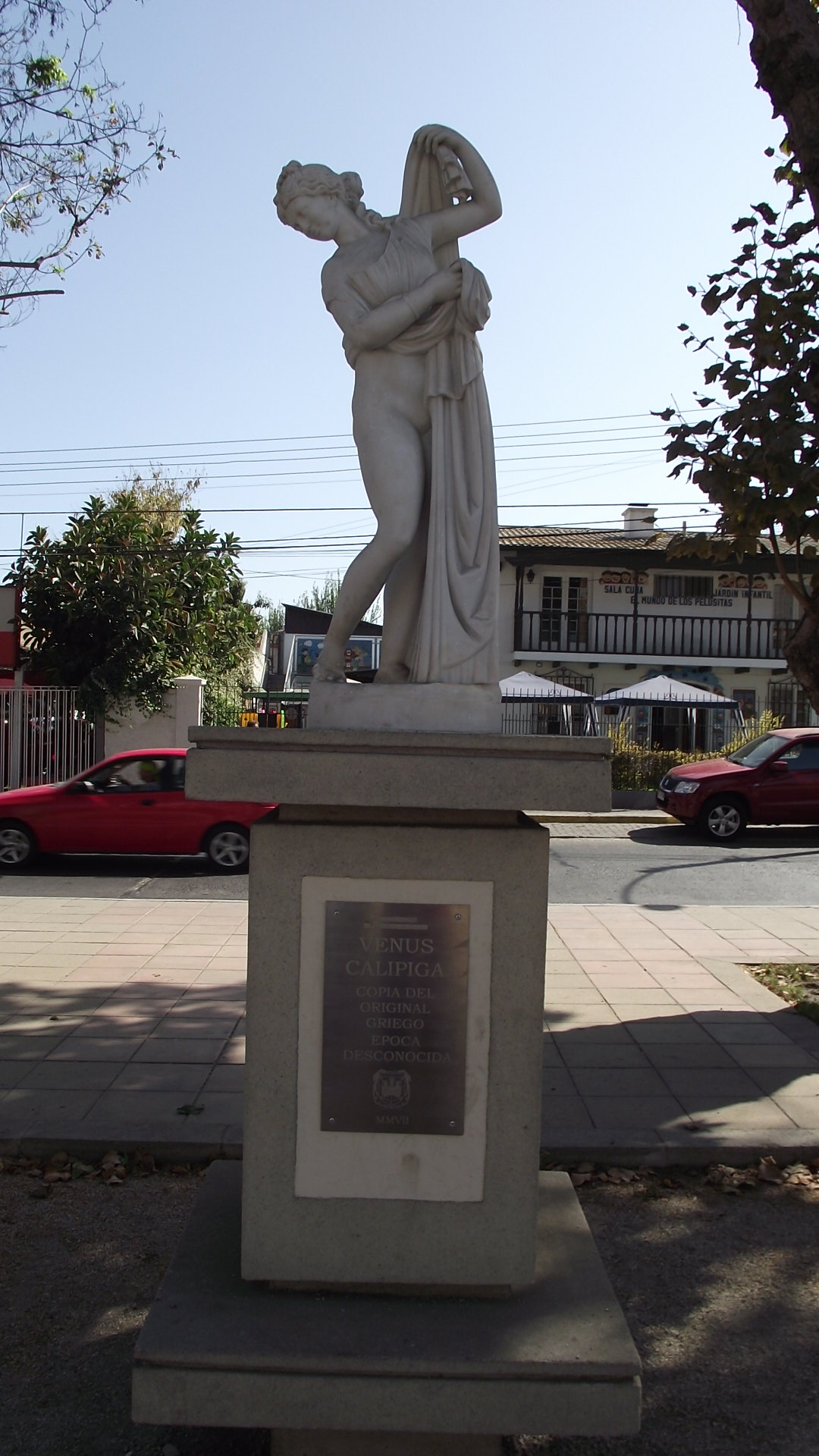
Venus Calipigia.
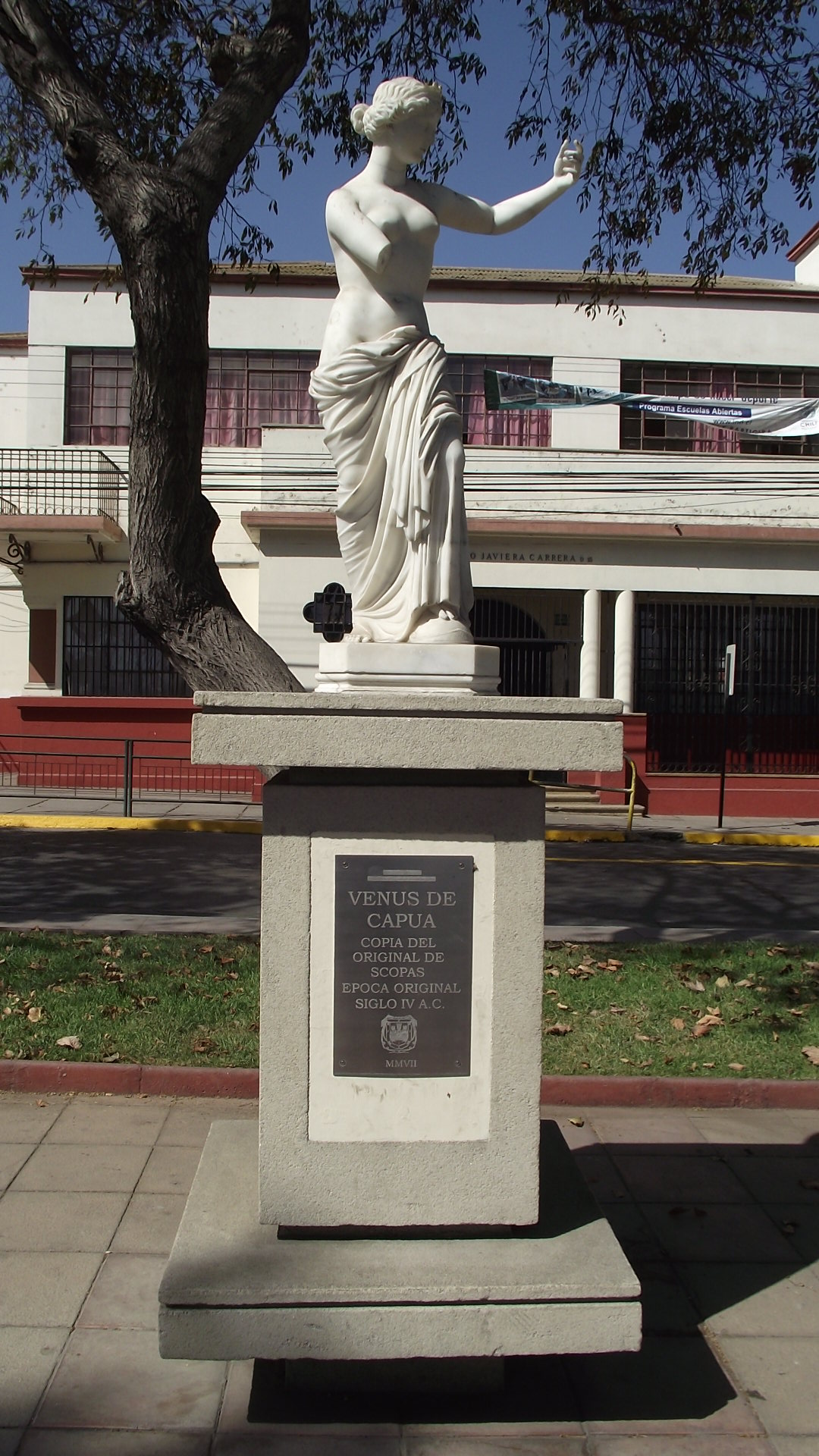
Venus de Capua.
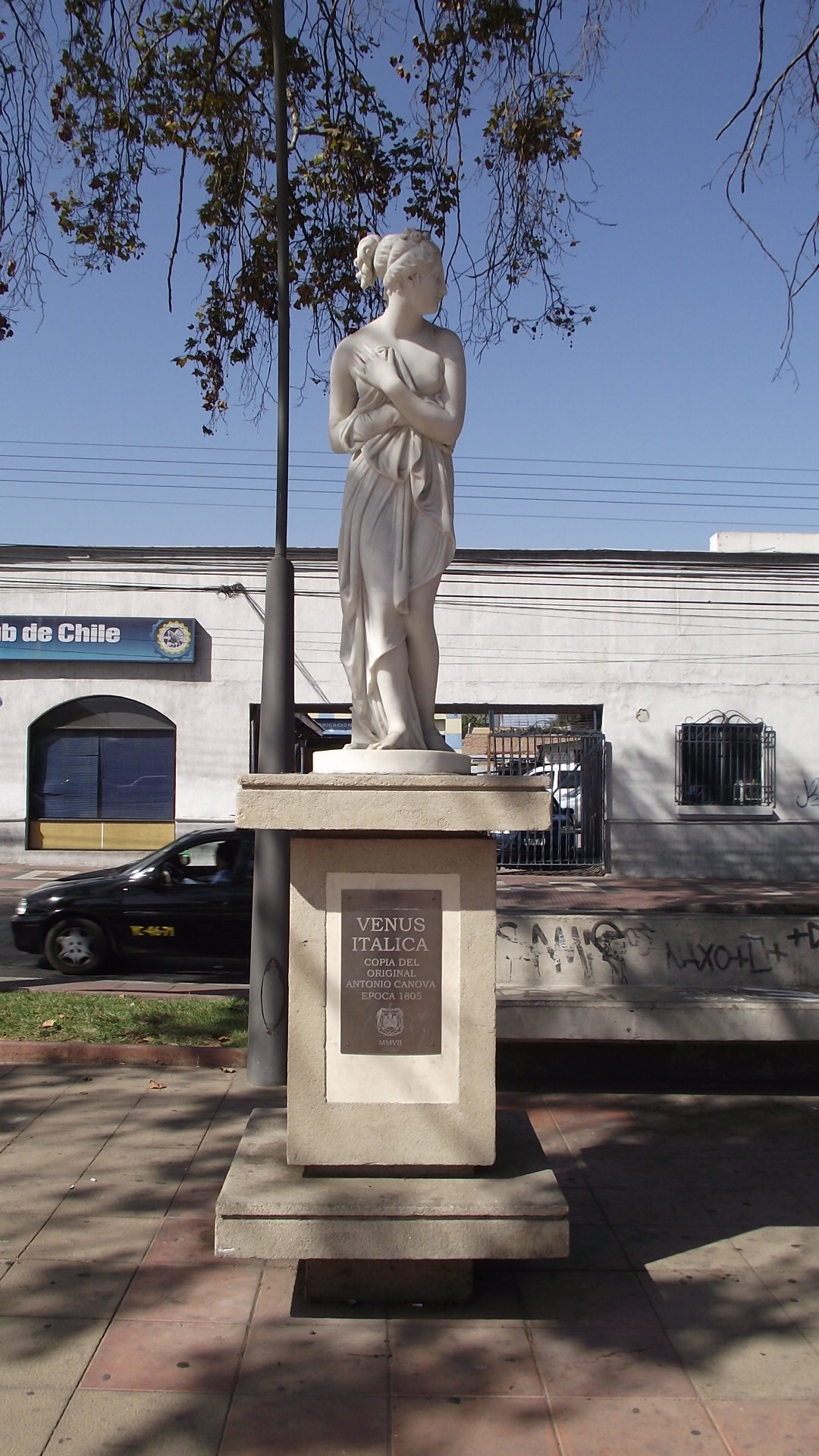
Venus Itálica.
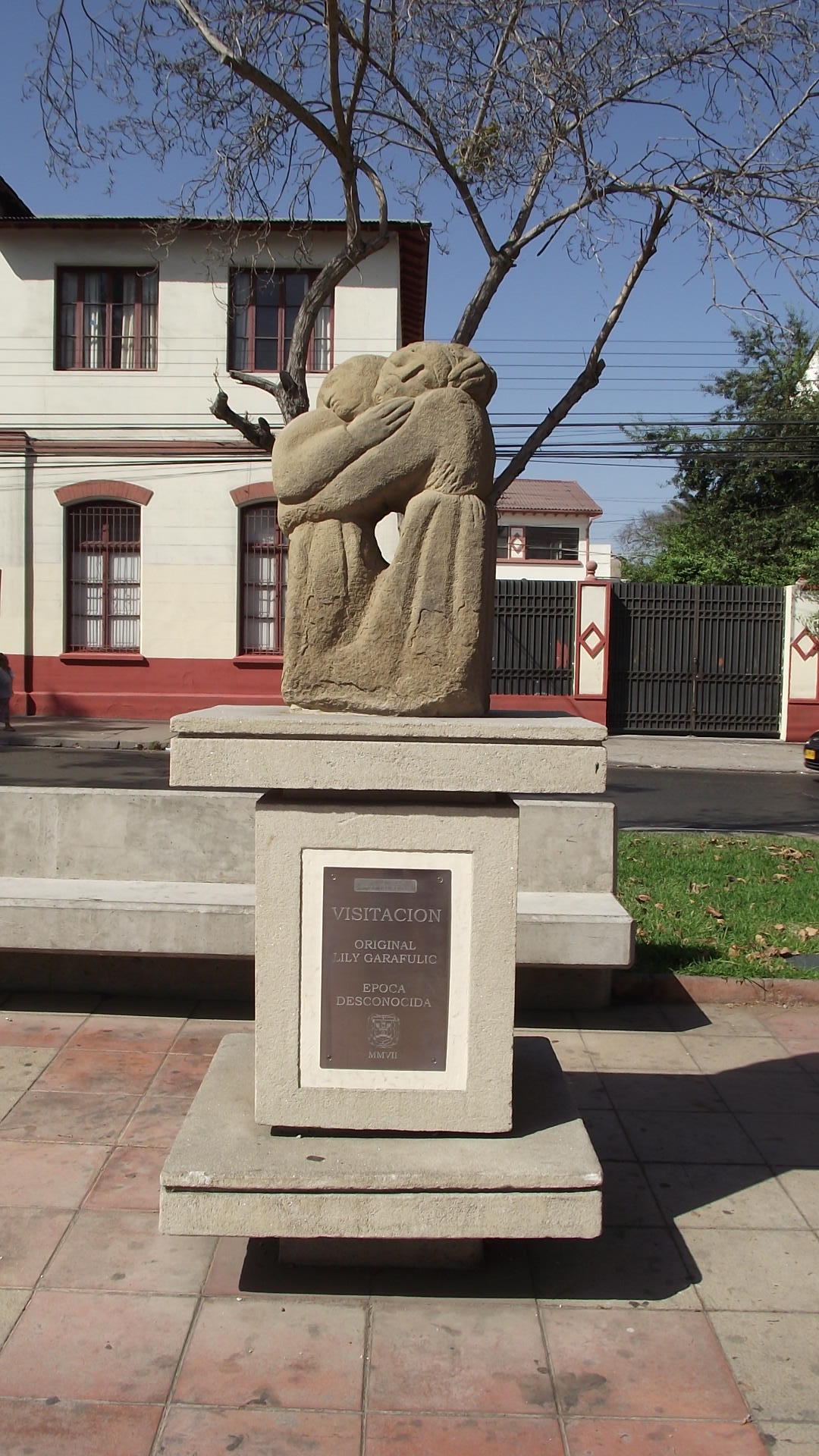
Visitación, de la chilena Lily Garafulic.

### Avenida de los Poetas

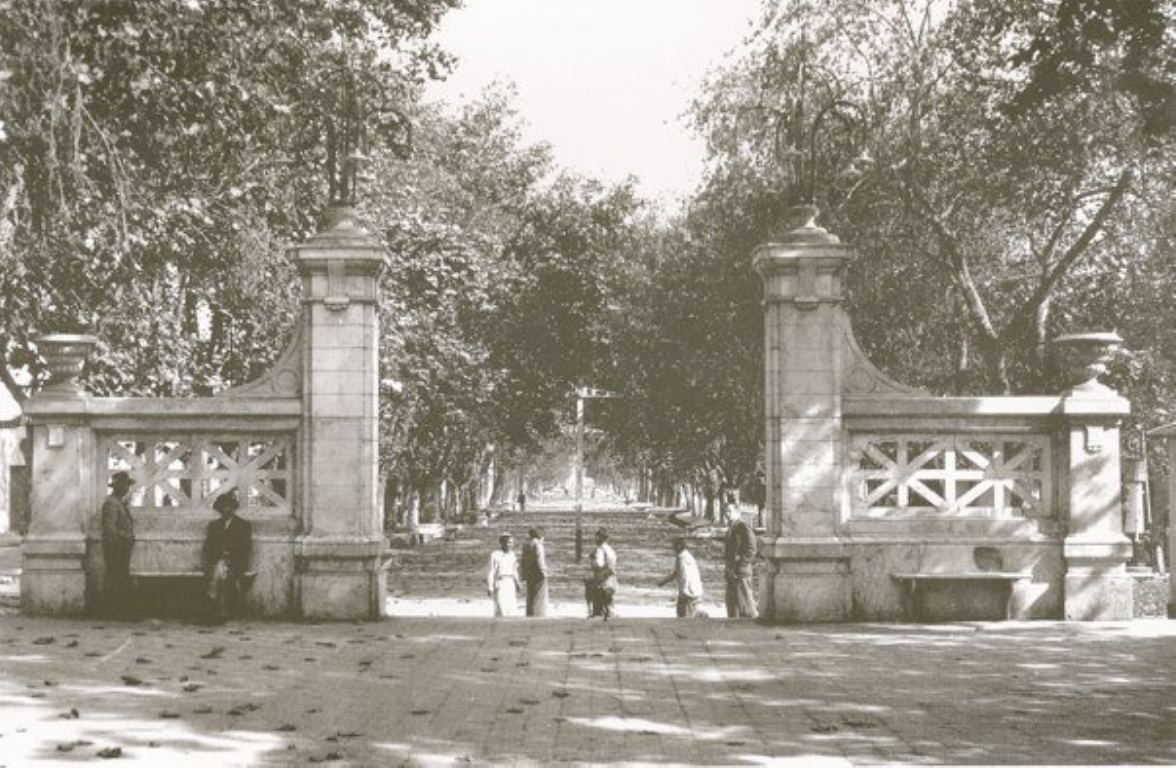
La Alameda y el portal de mármol del centenario de la república (c. 1935).

También forma parte de este museo la denominada Avenida de los Poetas, creada en los años 70, en donde se exhiben 14 bustos conmemorativos de hombres y mujeres de letras destacados de la Provincia de Coquimbo —actualmente Región de Coquimbo—: Gabriela Mistral, Manuel Magallanes Moure, Hugo Thenoux Moure, Carlos Mondaca Cortés, Enrique Molina Garmendia, David Rojas González, María Isabel Peralta, David Perry Barnes, Roberto Flores Álvarez, Víctor Domingo Silva, Fernando Binvignat, Domingo Faustino Sarmiento, Braulio Arenas y Juan Guzmán Cruchaga, además de un monolito de piedra y un pedestal en homenaje a la literatura. La Avenida de los Poetas comprende la Avenida Francisco de Aguirre desde la ruta 5 Panamericana hasta la Avenida del Mar. La primera etapa, que incluía solamente los bustos de Mistral y Magallanes, fue inaugurada el 26 de agosto de 1971.
Durante muchos años, el parque fue víctima del vandalismo y las propias esculturas fueron pintadas con grafitis y en algunos casos mutiladas, especialmente esta situación se daba cuando concurrían las barras bravas de los equipos de fútbol, a apoyar en algún partido celebrado en la ciudad. Esta situación obligó a las autoridades a disponer de una fuerte seguridad que incluía escoltar a las barras, en su entrada y salida de la ciudad. Sin embargo el daño ya estaba hecho y solo a partir del año 2005 se comienzan a retirar las esculturas del paseo.

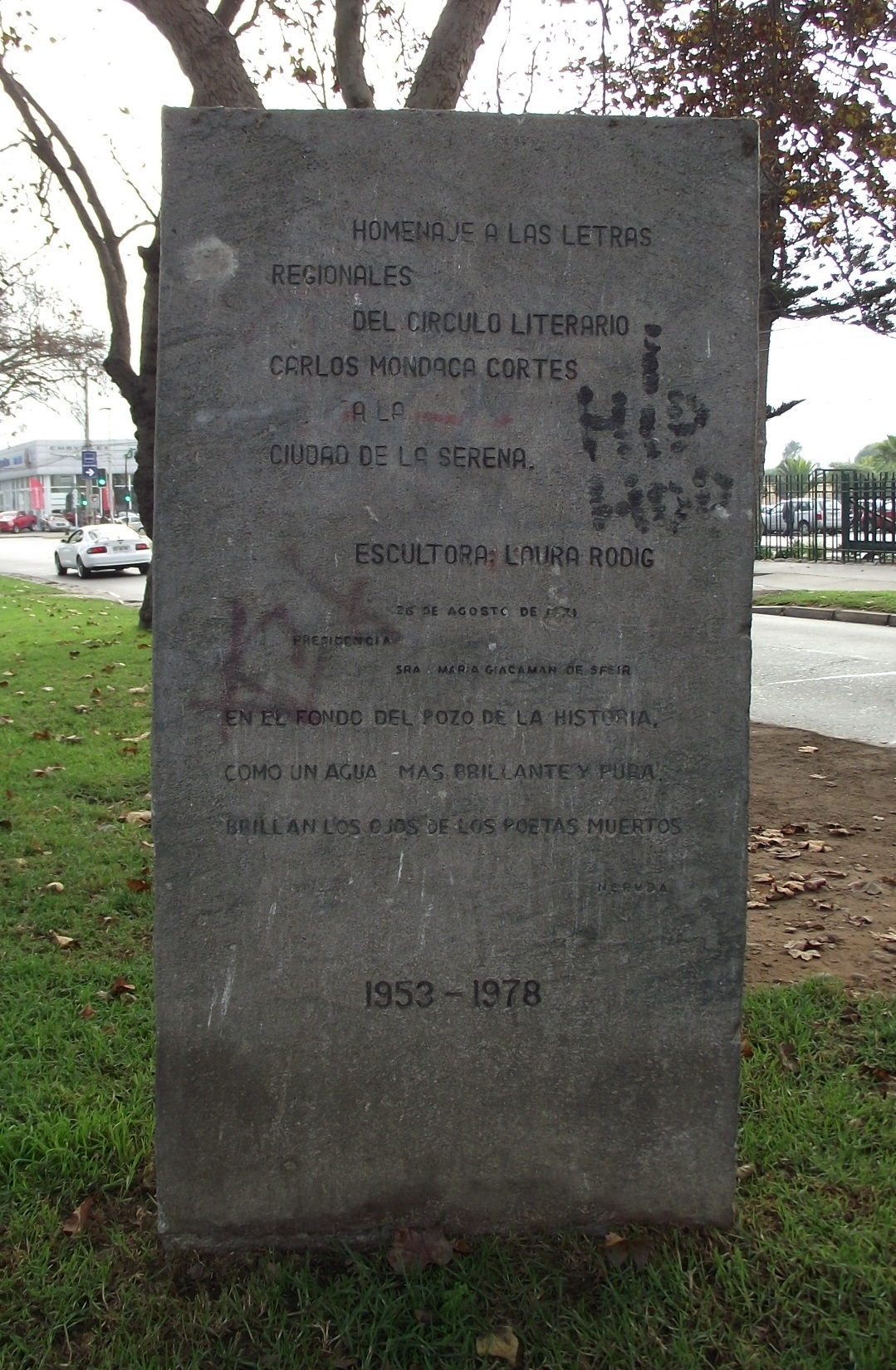
"Homenaje a las Letras Regionales"
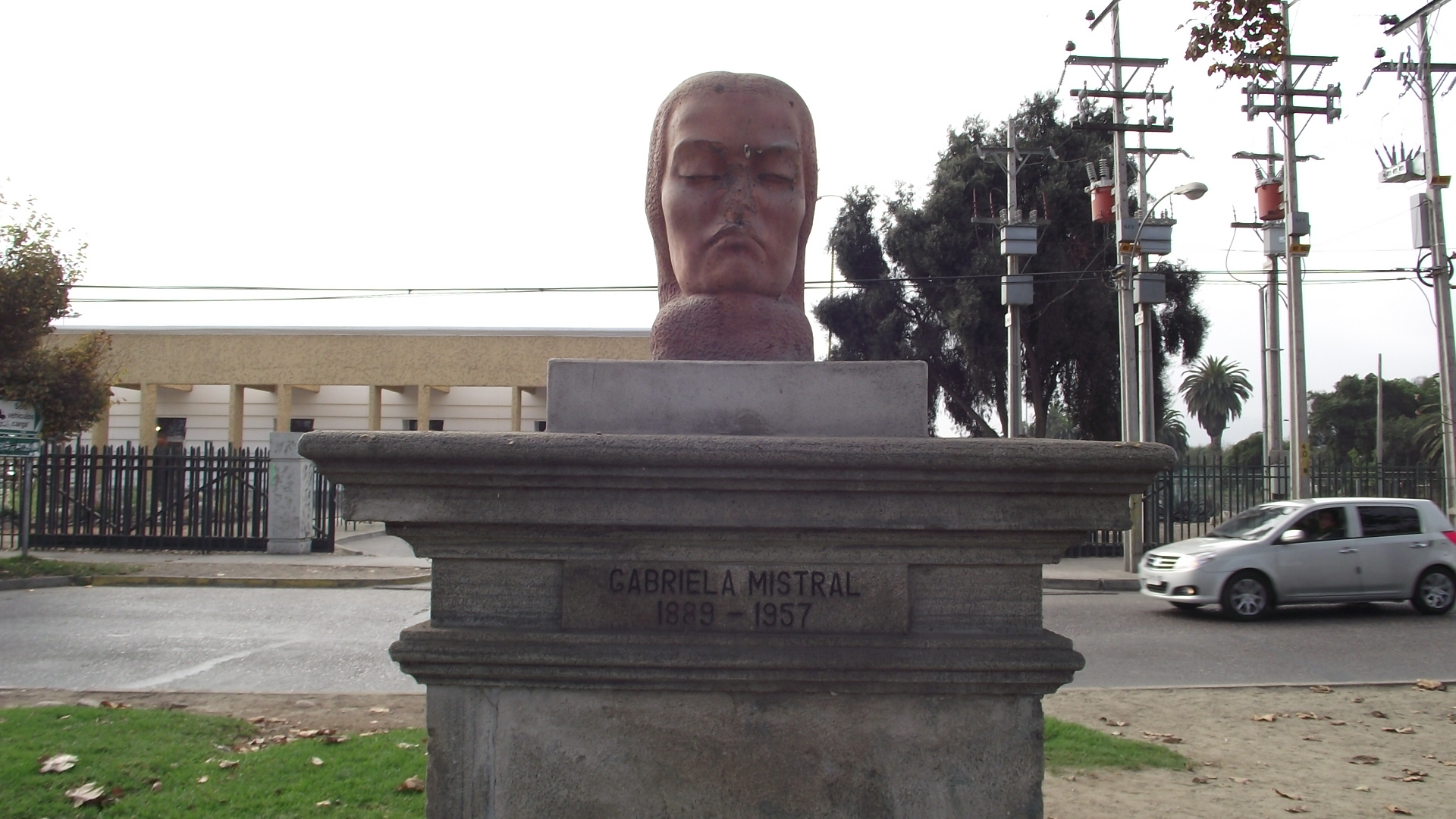
Gabriela Mistral.
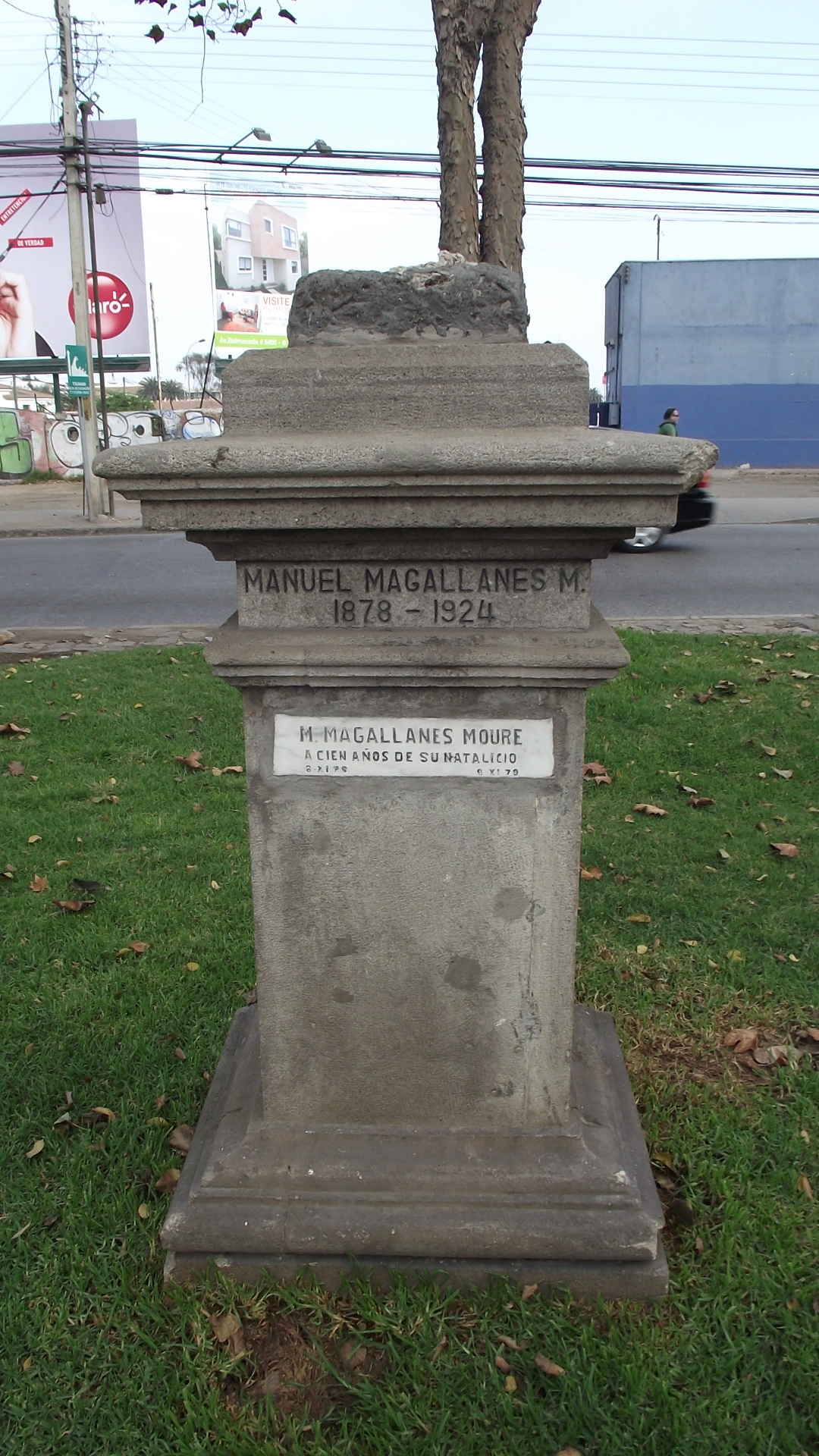
Manuel Magallanes.
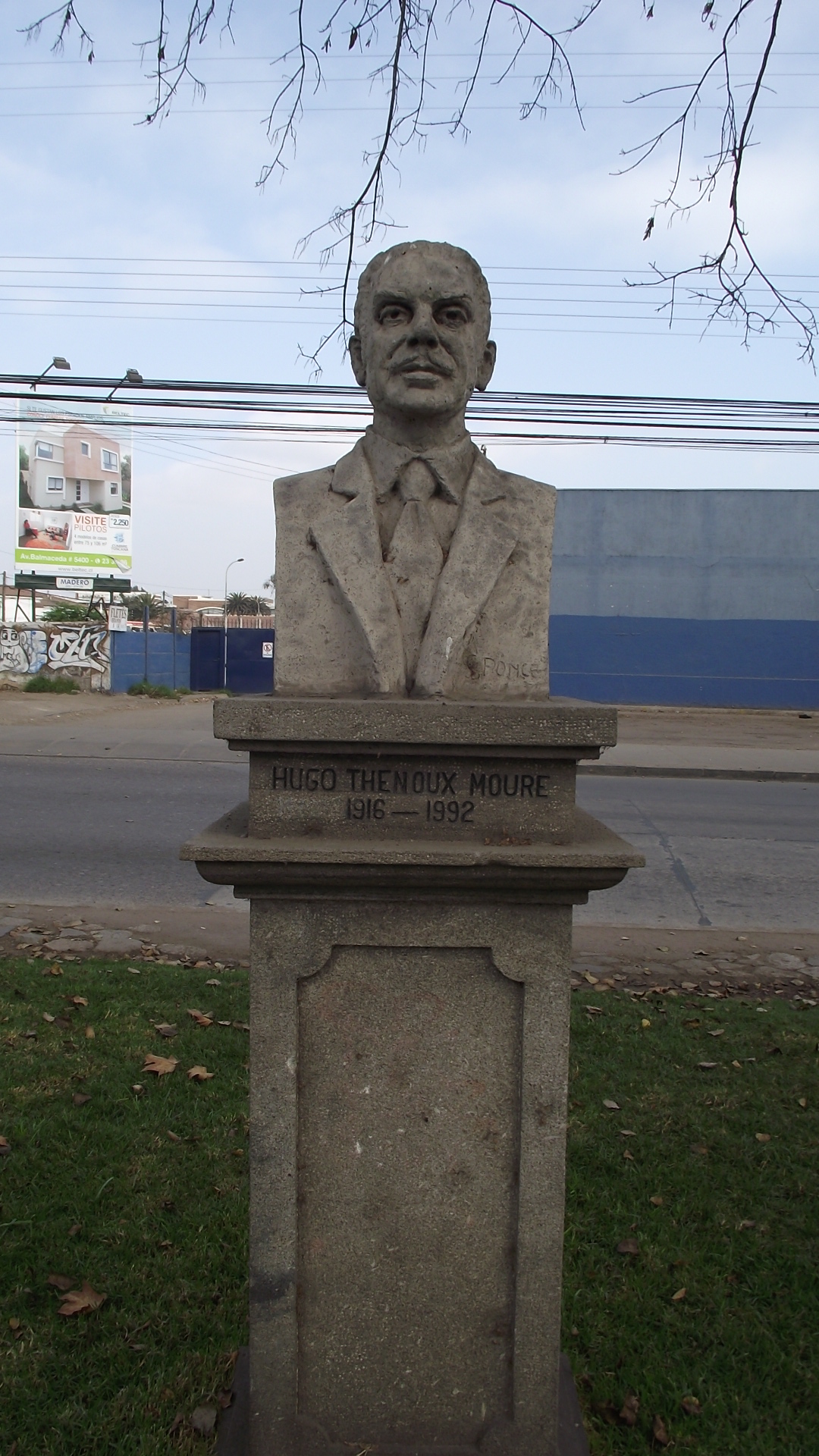
Hugo Thenoux Moure.
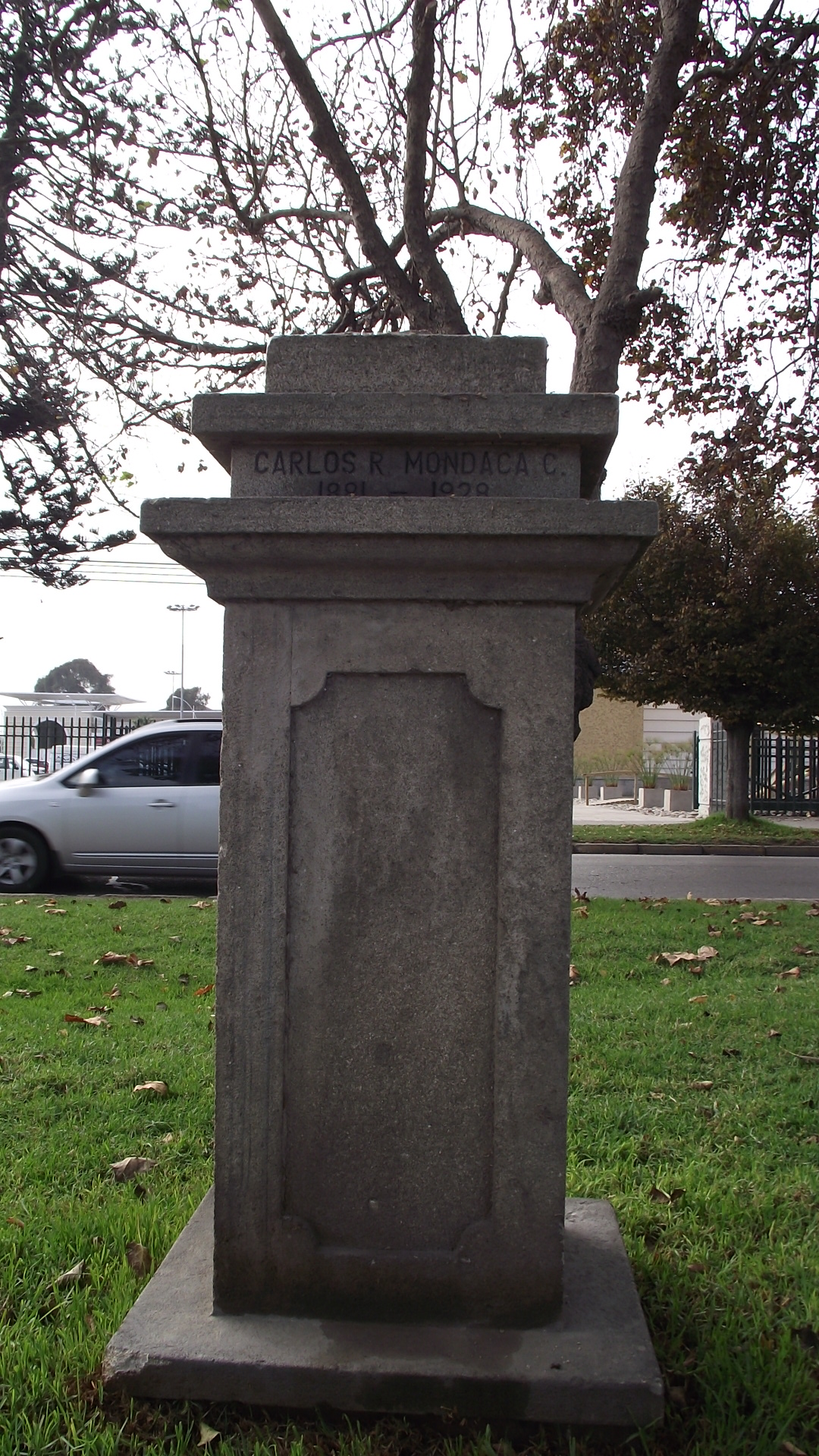
Carlos Mondaca Cortés.
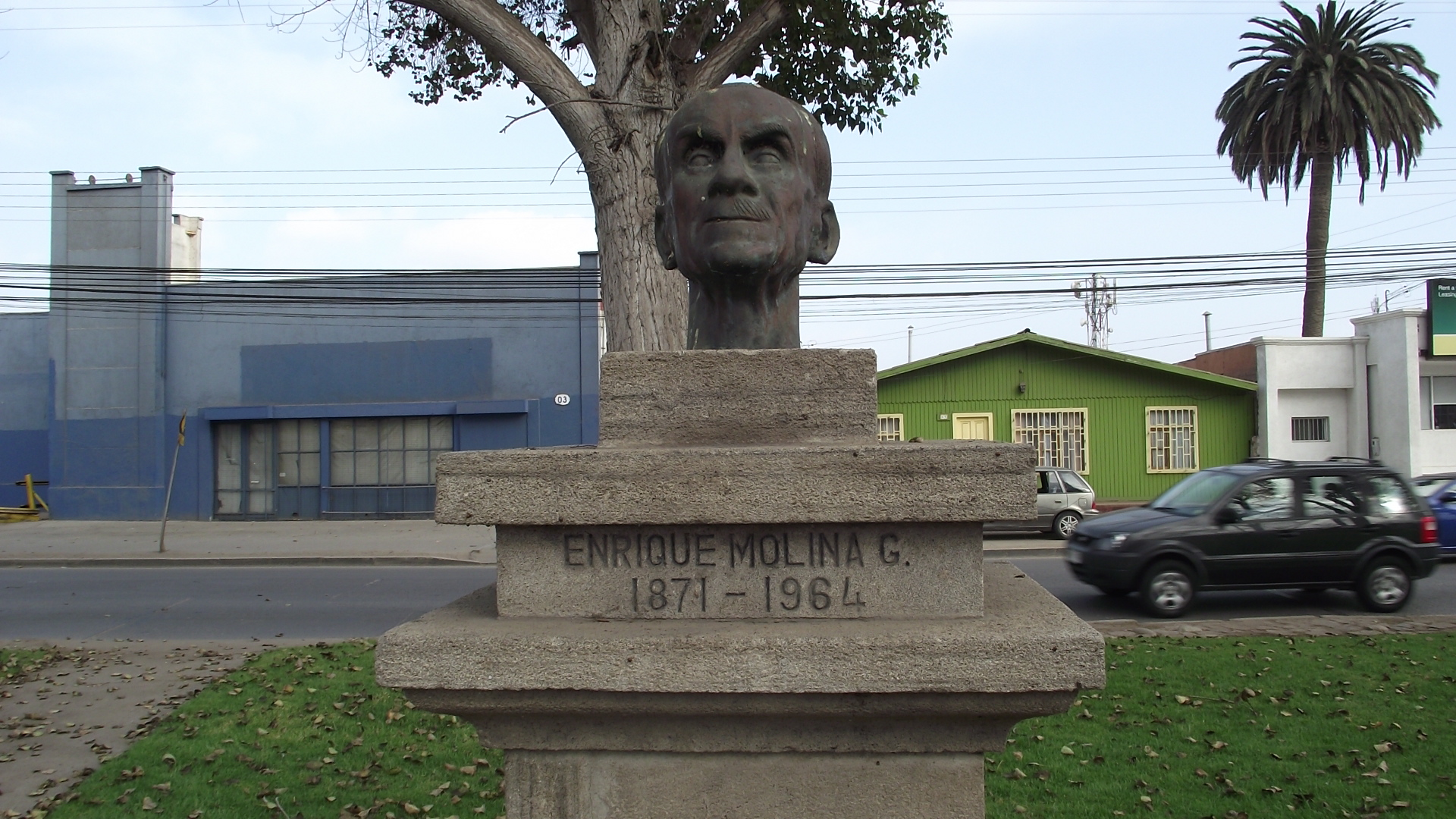
Enrique Molina Garmendia.
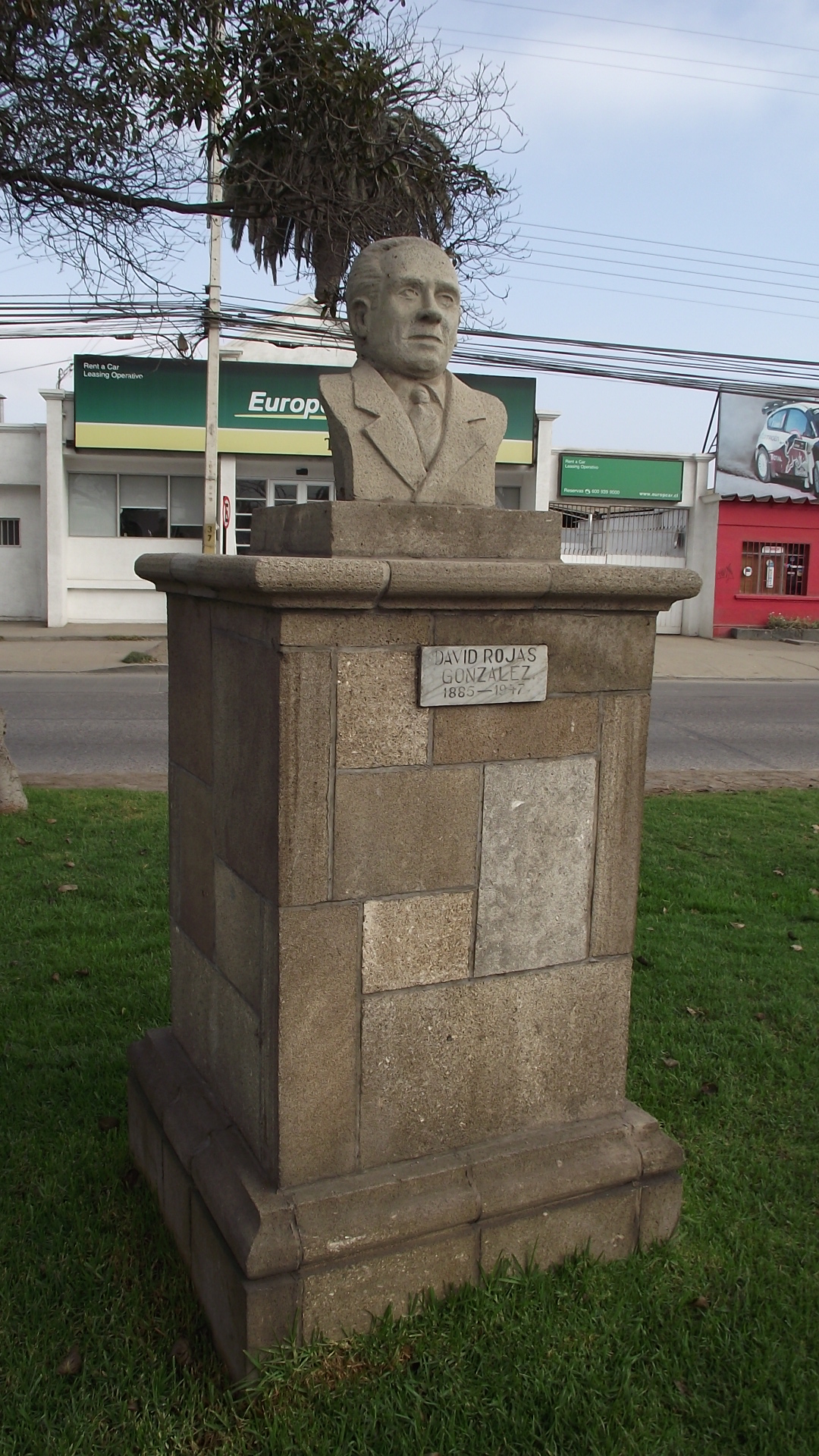
David Rojas González.
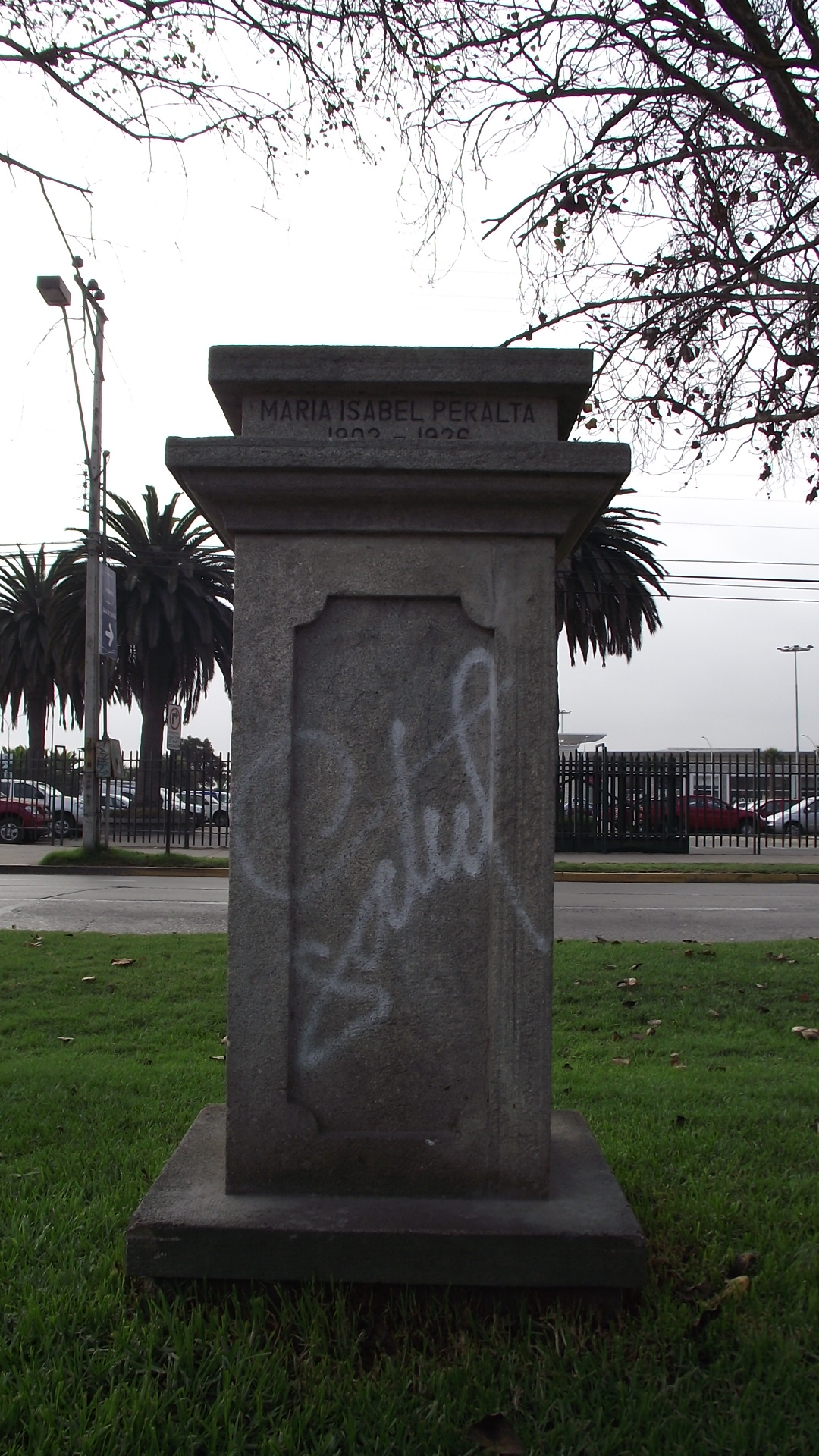
María Isabel Peralta.
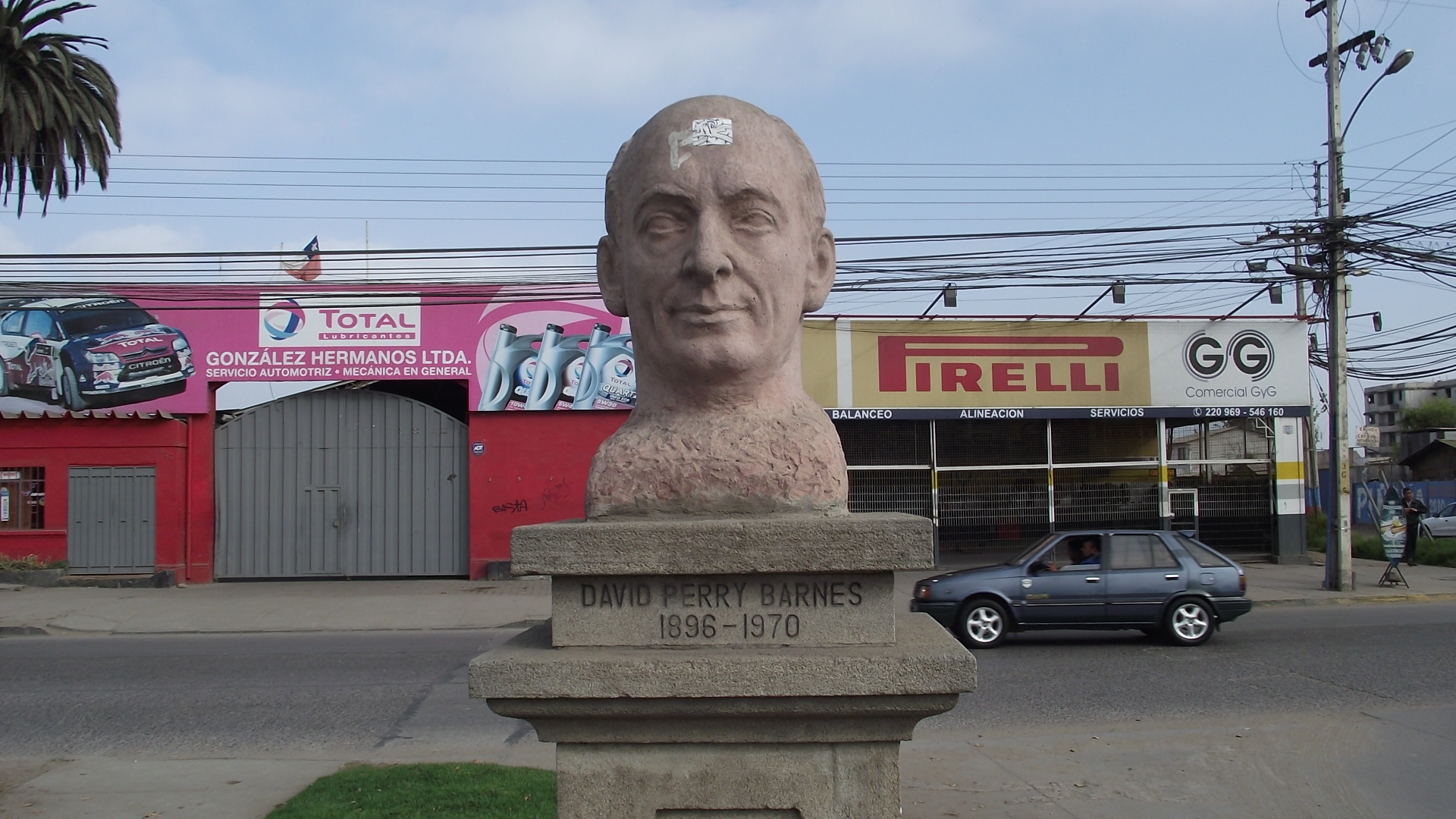
David Perry Barnes.
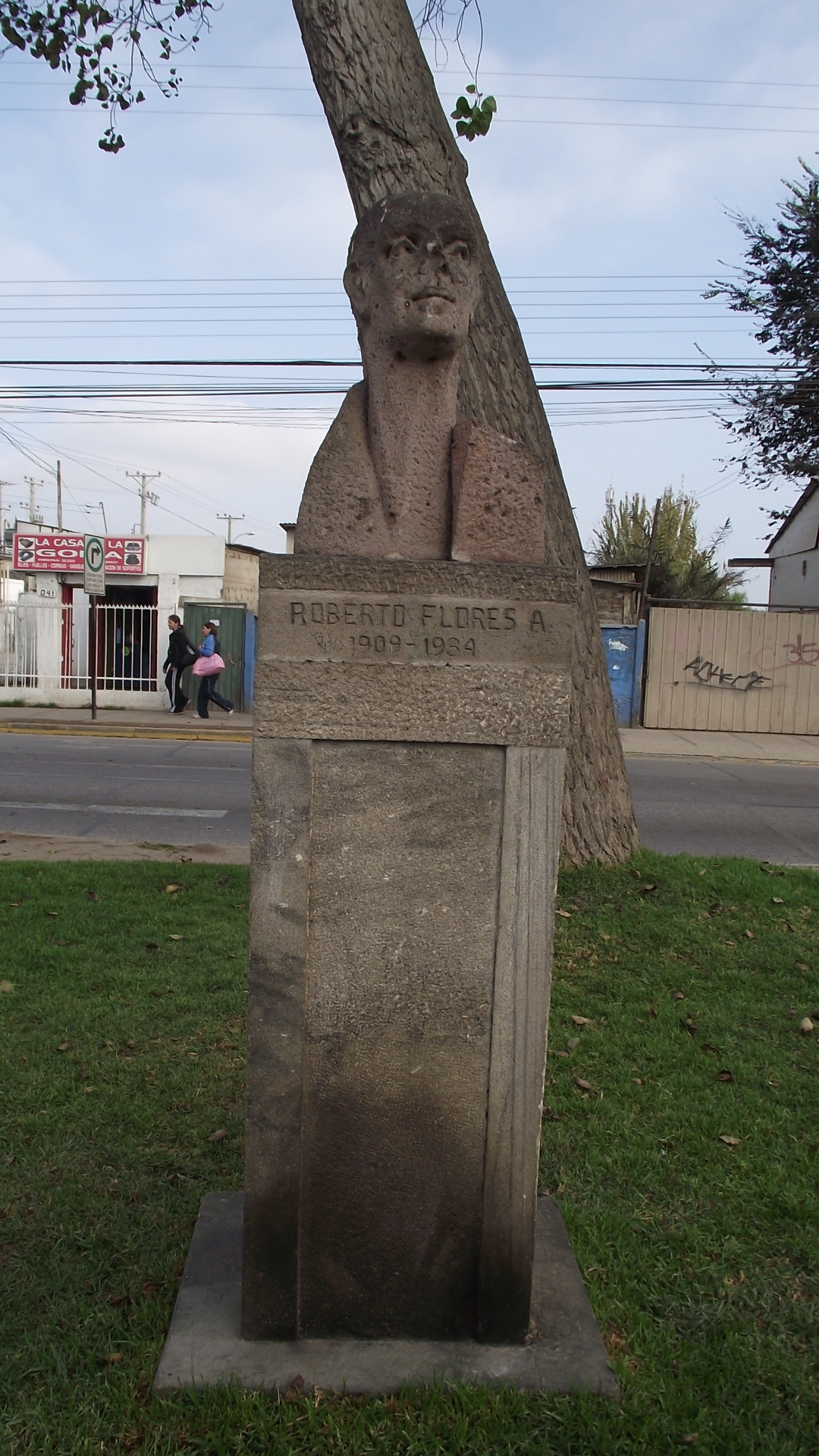
Roberto Flores Álvarez.
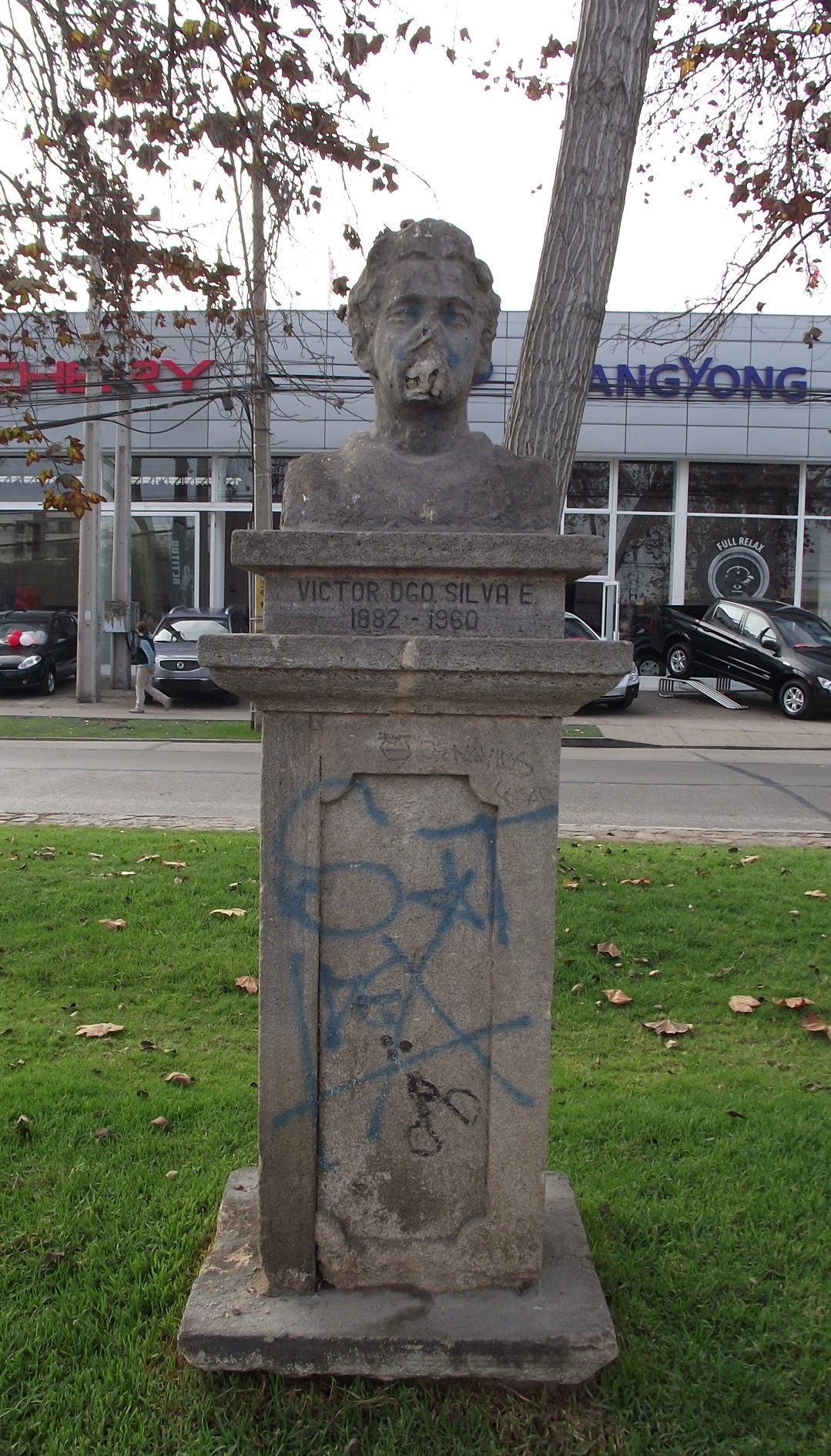
Víctor Domingo Silva.
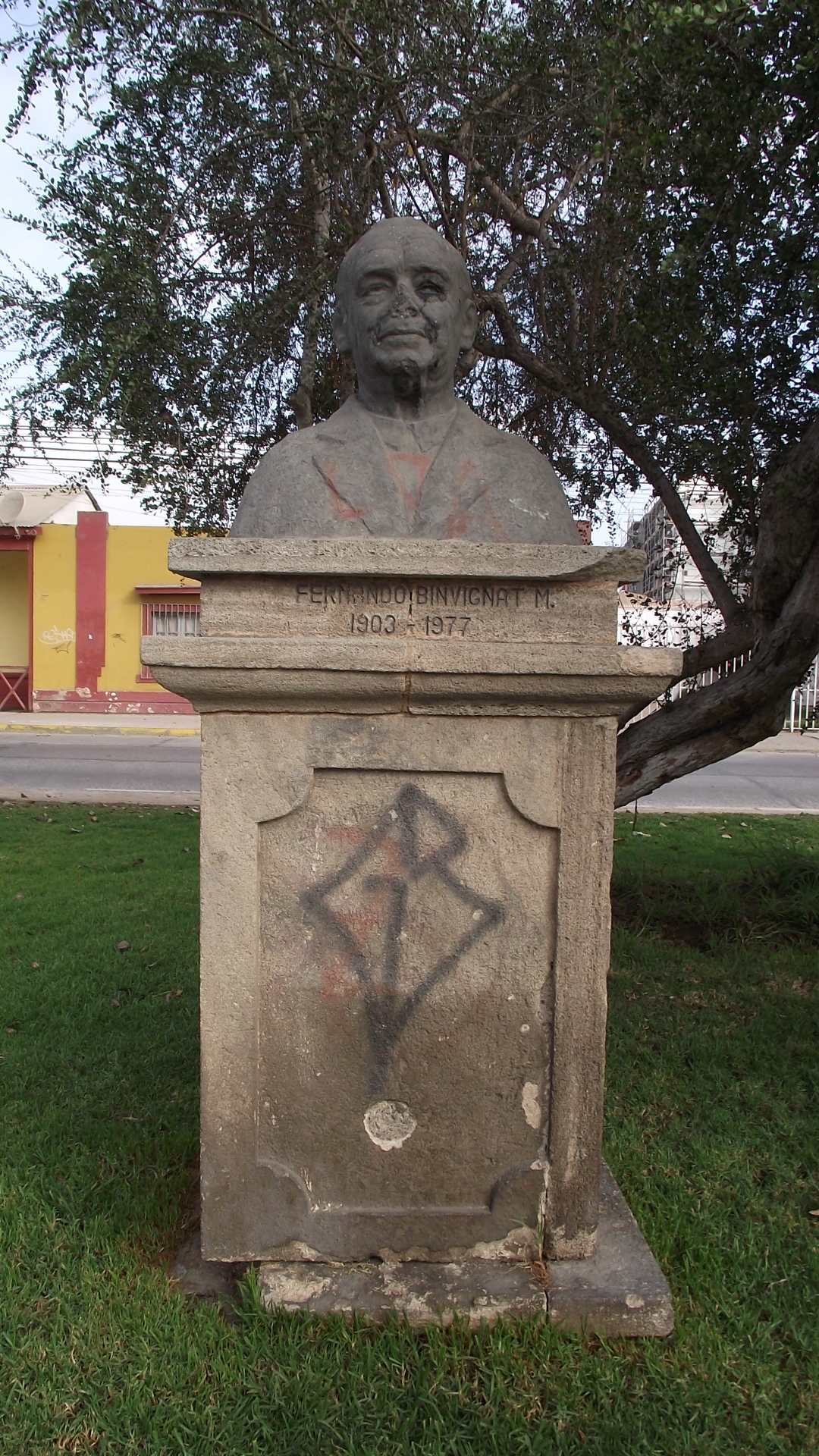
Fernando Binvignat.
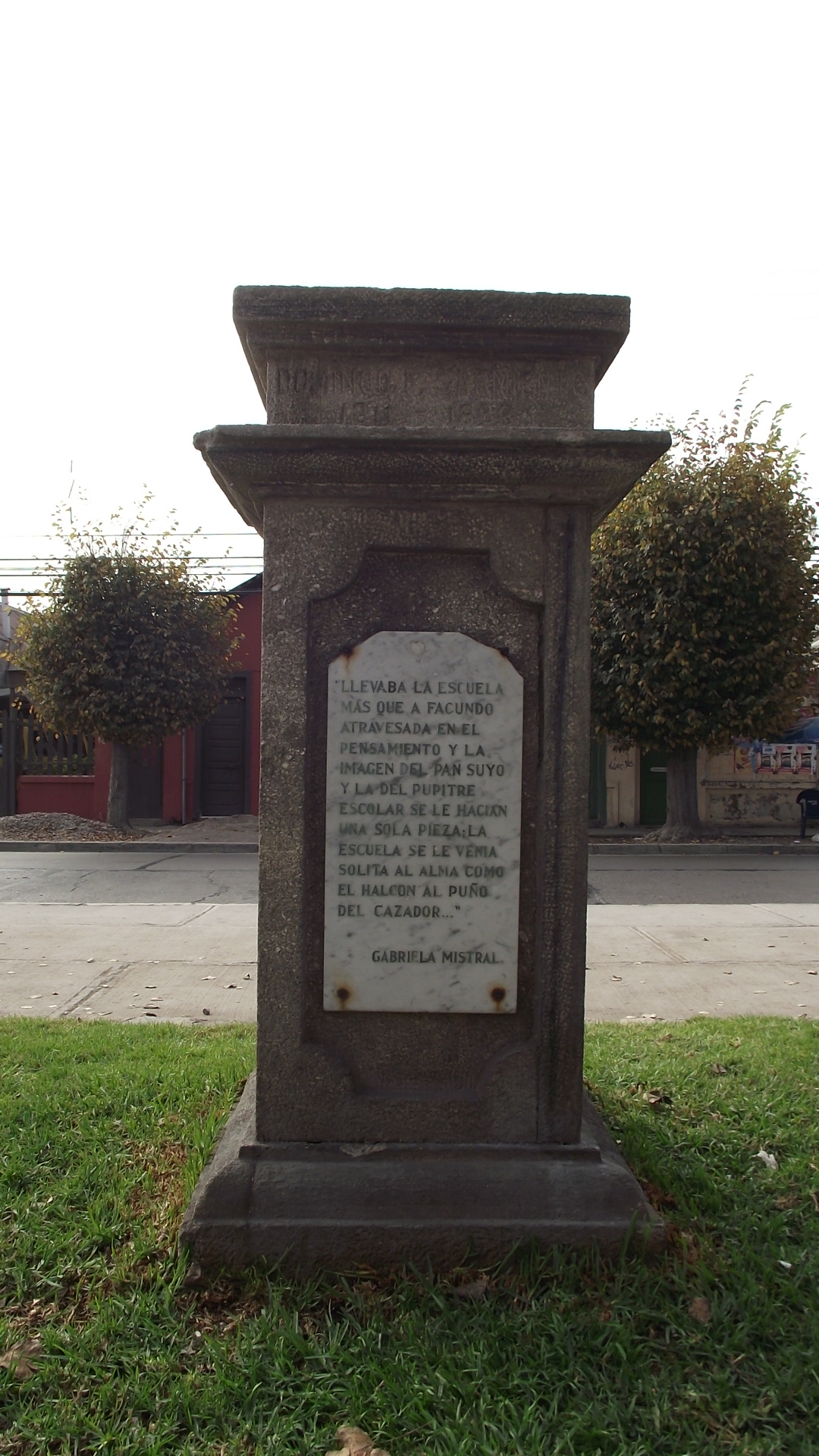
Domingo Faustino Sarmiento.
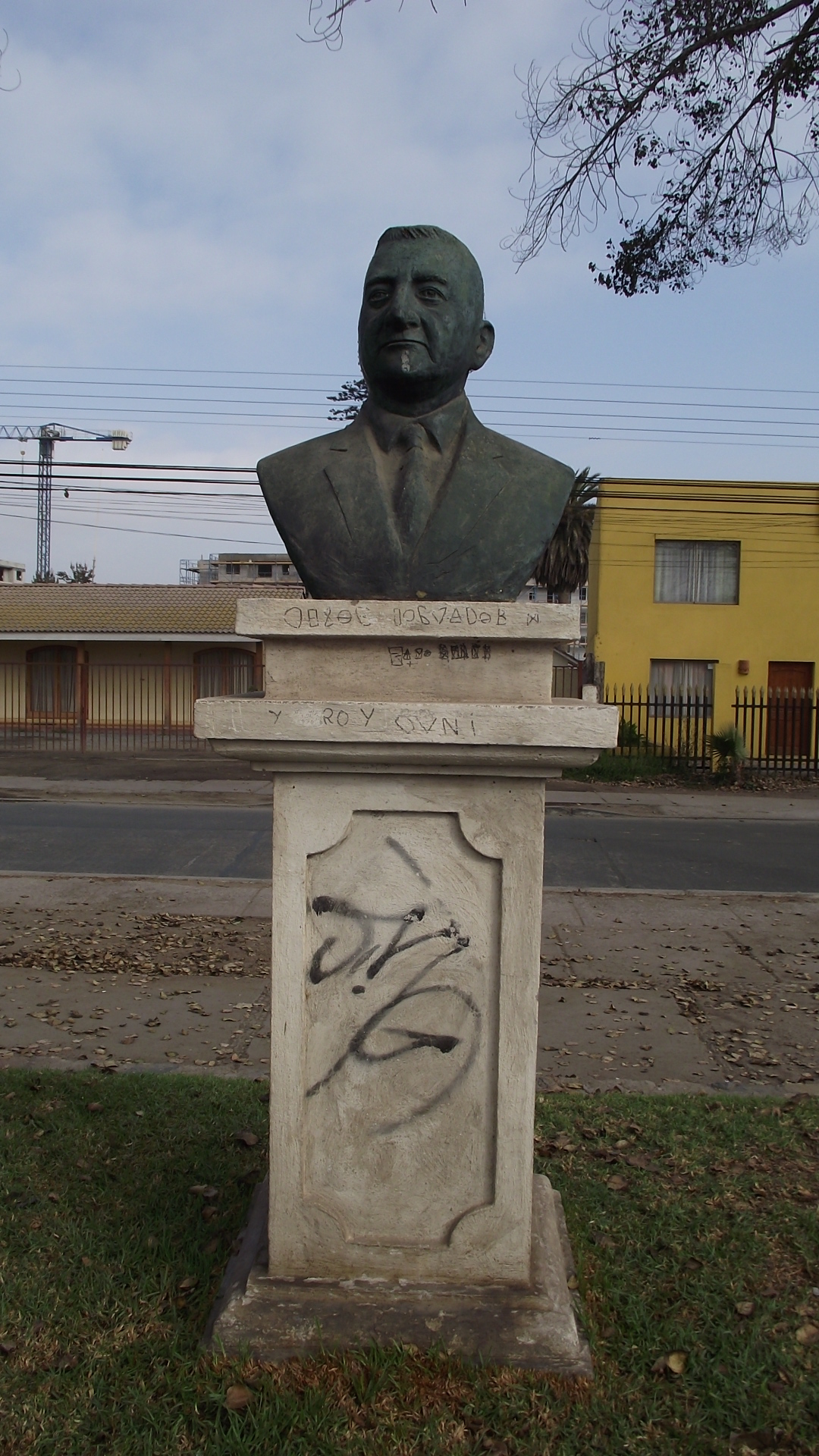
Braulio Arenas.
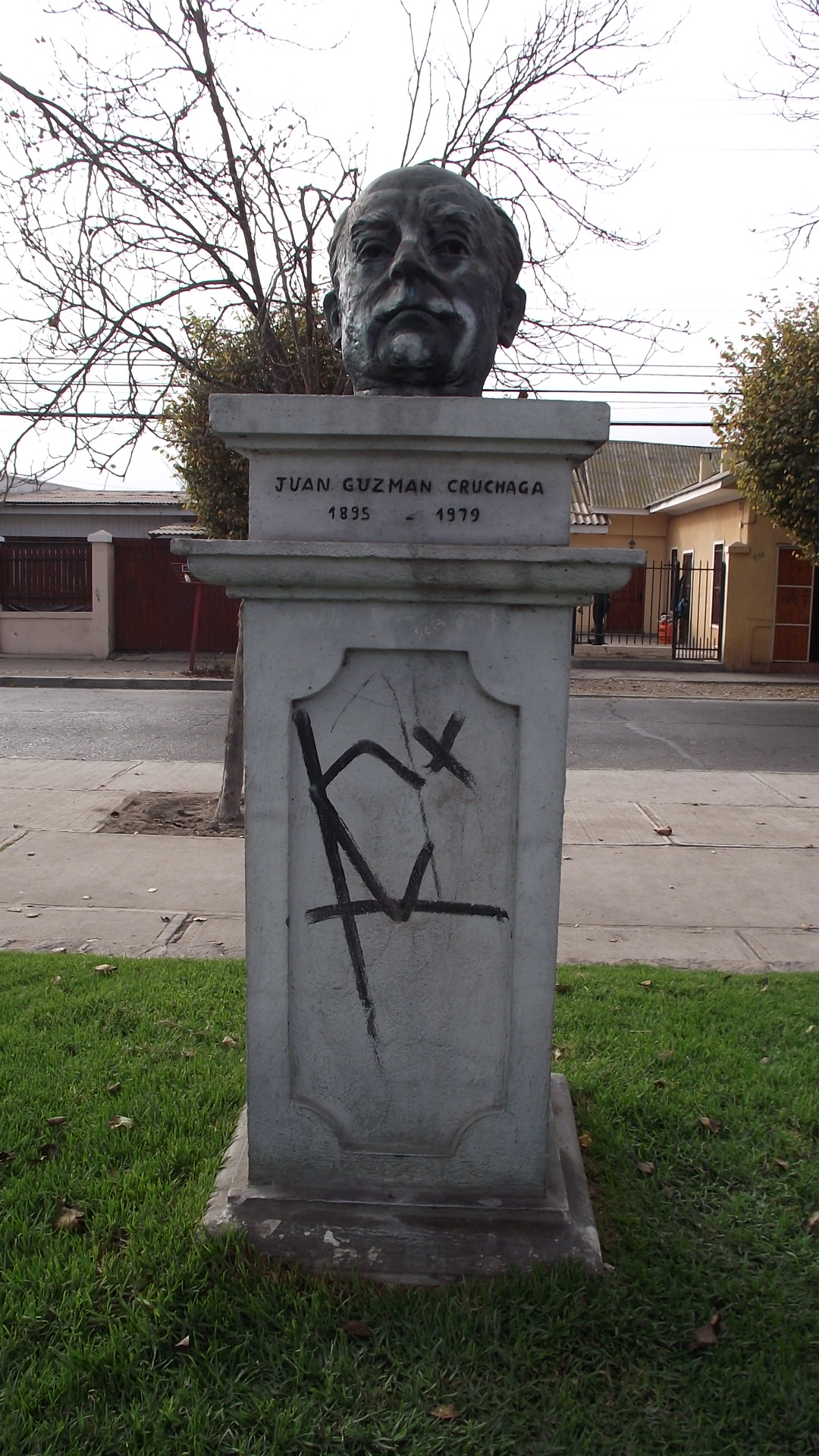
Juan Guzmán Cruchaga.

### SigloXXI
En 2006 se comienza a remodelar el paseo peatonal, con cambios de pavimentos, texturas y colores, manteniendo la idea original de Óscar Prager. Además de los pavimentos de las veredas y cruces vehiculares, dándole la preferencia al peatón como principal usuario. La remodelación considera mobiliario urbano y el cambio de la iluminación, para generar una mayor seguridad del lugar.
También considera restaurar las esculturas pertenecientes al primer museo al aire libre (donadas a la ciudad de La Serena), consideradas Monumentos tanto originales como copias greco-romanas, reubicándolas en el recorrido del paseo, como soporte del espacio público.
Con esta experiencia se buscó revertir el deterioro de los espacios públicos patrimoniales de la ciudad, generando a su vez un mayor compromiso de la comunidad con diseños participativos, además de difundir información del patrimonio como parte del primer museo al aire libre a nivel nacional. Fue precisamente por su incalculable valor patrimonial que el Minvu entregó recursos para su remodelación.

El Ministerio desde hace tres años está implementando un programa concursable para recuperar espacios públicos en sectores patrimoniales. En La Serena, esta avenida es uno de los lugares más simbólicos y como es un bien nacional de uso público requería una remodelación.
Daniela Donoso, Secretaria Regional del Ministerio de Vivienda y Urbanismo, 2005

Los fondos para recuperar las esculturas de autores nacionales (8) fueron aprobados por el Fondart 2005, y 6 más por Fondart 2007, el municipio hizo gestiones para financiar el arreglo del resto a través del SERVIU Región de Coquimbo. Los principales responsables de esta remodelación y recuperación del patrimonio fueron: I. Municipalidad de La Serena, Ministerio de Vivienda y Urbanismo, Ministerio de Cultura, Servicio de Vivienda y Urbanización Región de Coquimbo, Museo Arqueológico de la Serena, Dirección de Bibliotecas, Archivos y Museos - DIBAM, Junta de Vecinos del sector.
Actualmente se encuentra entregado el tramo del paseo peatonal entre Balmaceda y la ruta 5 Norte, y se encuentran reinstaladas las esculturas sobre nuevos podios que incluyen una placa metálica con el nombre y la descripción de la obra grabada en ellos. En general, los nuevos pavimentos han sido efectivos en posibilitar un mayor uso del paseo por parte de los peatones que circulan por el lugar, sobre todo al unificarlo en los cruces peatonales. Los árboles existentes en el paseo, sin embargo, han sido “podados” excesivamente, y se espera que al igual que en el resto de la ciudad, esta costumbre de mutilar los escasos árboles, sea desechada por un manejo más adecuado del patrimonio vegetal.
La estatua de Francisco de Aguirre ha sido vandalizada en diversas ocasiones: el 11 de septiembre de 2016 fue incendiada, quedando con daños en la cabeza, mientras que el 19 de octubre de 2019, en el marco de la serie de protestas realizadas en el país, la estatua fue derribada e incendiada en una barricada. El 24 de octubre se instaló en su reemplazo el busto de una mujer diaguita (denominada «Milanka»), y surgieron propuestas para renombrar la avenida bajo el nombre de «Avenida Diaguitas».